# Hábitat troglodítico

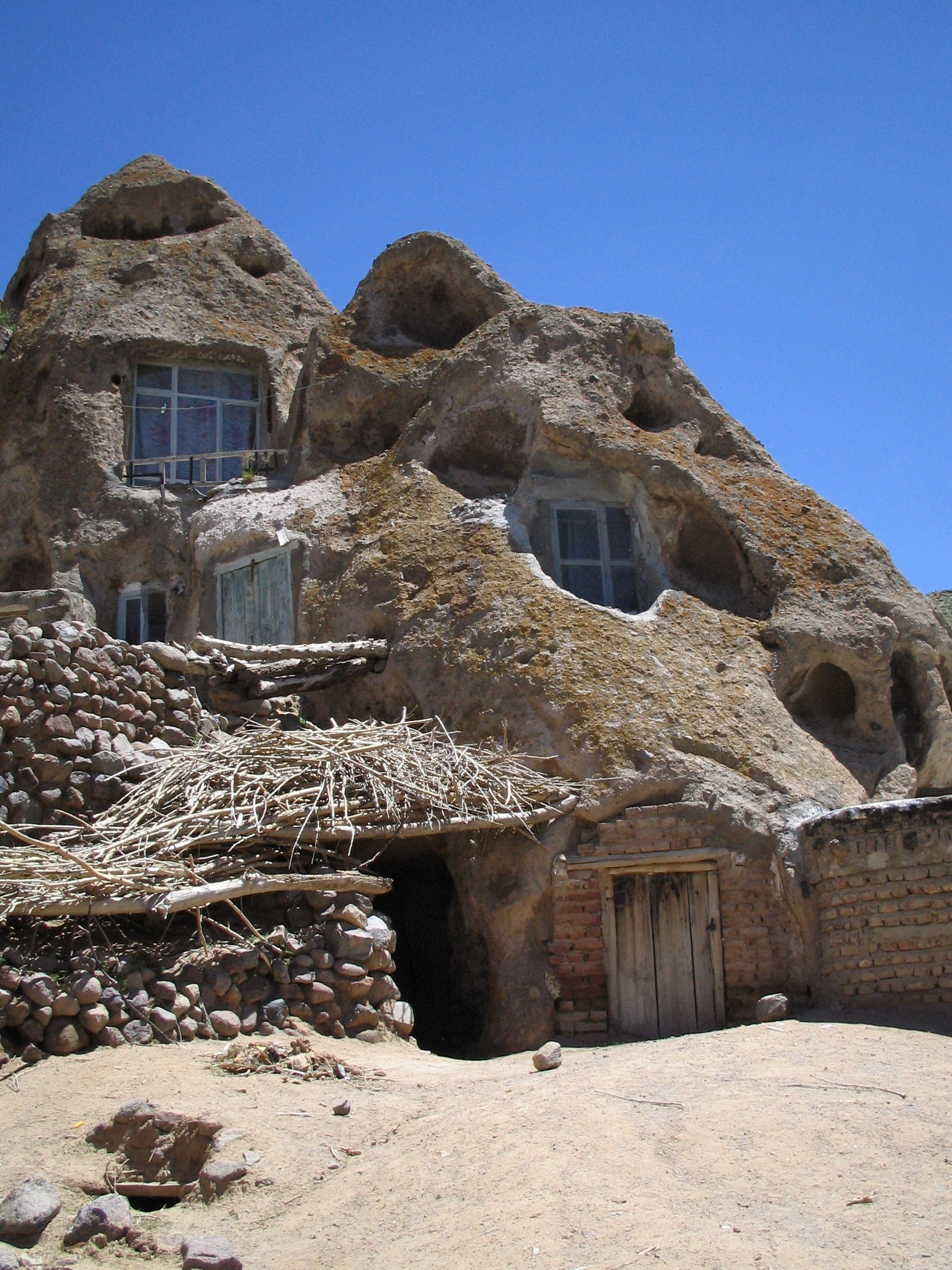
Kandovan en Irán.

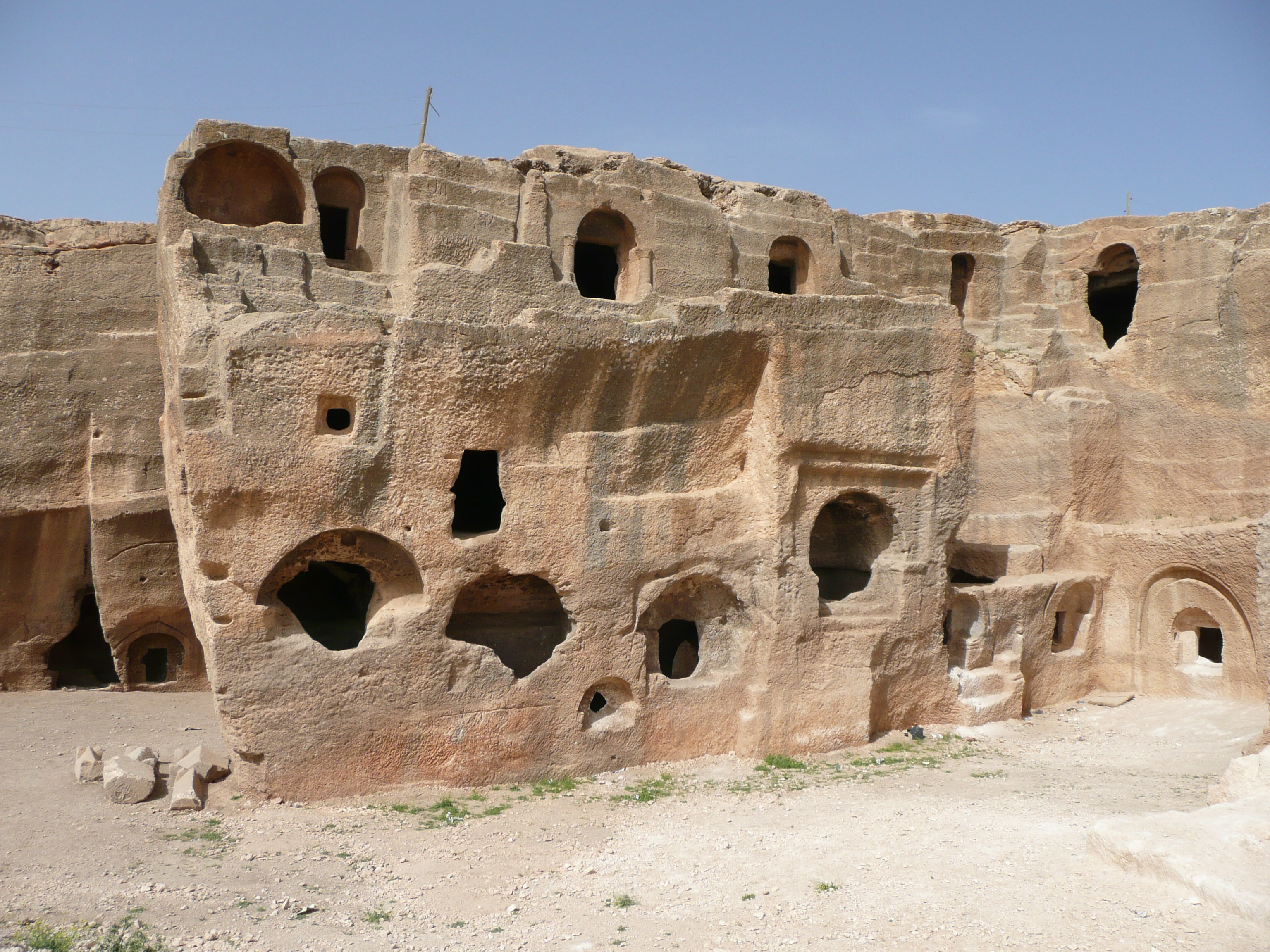
Hábitat troglodítico de Dara, en Turquía.

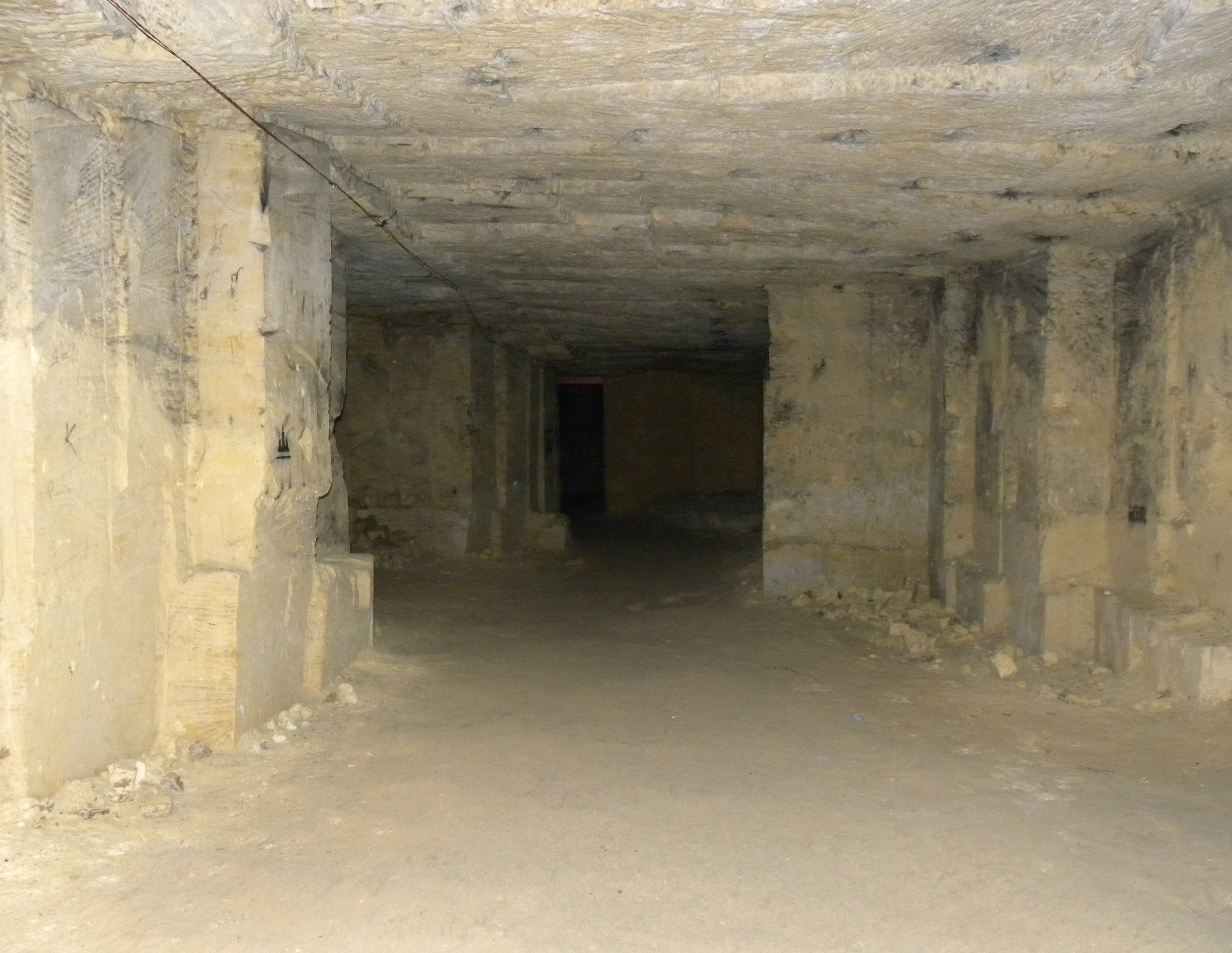
Galería en Geulhem, Limbourg, en los Países Bajos.

El hábitat troglodítico fue, desde la Prehistoria, una arquitectura rudimentaria o suntuosa, presente en diferentes tradiciones, que consisten en acondicionar hábitats subterráneos o excavados en los flancos de las montañas. 
Las casas troglodíticas eran generalmente horadadas en rocas sedimentarias (calcáreas, arenisca, gres, toba, loess, etc.) o volcánicos (cenizas, travertino, etc.) en todos los climas.
Del abrigo bajo roca, al castillo o a la ciudad subterránea, esta arquitectura tiene una función de hábitat temporal o permanente pero toma tradicionalmente otros usos domésticos o agrícolas e igualmente, bastante a menudo, una función religiosa en múltiples sociedades.

## Orígenes

### Vocabulario
La palabra « troglodita» viene del latín troglodyta, y a su vez del griego antiguo τρωγλοδύτης, de τρώγλη (caverna) y δύειν (penetrar en, sumergir). Un troglodita es un ser humano o un animal (comprendidos los invertebrados) que vive en una caverna o en una morada excavada en la roca sobre la base de acantilados o en  grutas naturales; el troglodita es el habitante de una casa permanente o estacional. Las expresiones: hábitat troglodítico, ciudad troglodita, casa troglodítica, etc., son corrientemente utilizadas para hablar de la vida en el mundo subterráneo.
Varios términos, utilizados en biología, matizan los modos de ocupación del hábitat troglodítico:
- troglobio : designa un modo de vida exclusivamente troglodítico, como los animales cavernícolas,
- troglófilo : designa el atractivo no exclusivo por el hábitat troglodítico,
- troglóxeno :  designa una ocupación troglodítica ocasional principalmente con fines de refugio temporal; es el caso de los osos y de los humanos.

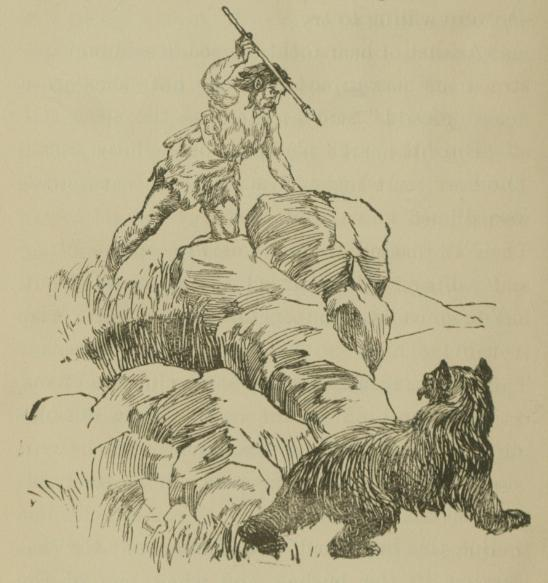
El hombre de las cavernas (The cava boy of the age of stone, Margaret TIENE. McIntyre, ca. 1923)

### Los Trogloditas
El antiguo pueblo troglodita vivía en Egipto, en las proximidades de Mar Rojo, instalado entre los escarpes de las rocas.  Son numerosos los autores antiguos que hacen alusión a ellos, como Heródoto, Claudio Tolomeo, Agatárquidas, Estrabón, Diodoro de Sicilia, Plinio, Tácito, Flavio Josefo, etc. 
Así en su Historia natural, Plinio el Viejo da una descripción de los trogloditas asociándolos a varios pueblos más o menos mitológicos, los garamantes, los augilas, etc. 
Más tarde, en su clasificación de los seres vivos Carlos Linneo reagrupa en trogloditas a: Homo nocturnus, Homo sylvestris, Orang-Outang y Kakurlacko. En lo sucesivo, en Amoenitates academicae (1763), define un taxón bastante amplio Homo anthropomorpha que designa una variedad de criaturas mitológicas y cercanas al hombre, como el troglodia, el sátiro, la hidra, el fénix. Añade que estas criaturas no existieron en realidad pero que eran descripciones inexactas de criaturas que se parecían a los grandes monos (Pan troglodytes, el chimpancé ha conservado esta denominación científica).
Con respecto a Montesquieu en las Cartas persas XI a XIV, relata la historia de los Trogloditas pero como una fábula, con la cobertura de la descripción de un pueblo de Oriente, a la moda en esa época, y con el objetivo de desarrollar las ideas del autor sobre las costumbres de la sociedad.
El Pequeño Larousse de 1920, publicó una fotografía con una nota que presenta a los trogloditas como salvajes: así, los autores relatan que Plinio el Viejo, Tolomeo y Estrabón habían hablado de los Trogloditas: según Estrabón, no cultivaban la tierra, vivían en los escarpes y agujeros de las rocas y se alimentaban con el producto de su caza. Las mujeres y las niñas vivían juntas. Comían también las serpientes, según Plinio el Viejo, no tenían ninguna lengua fijada y se entendían con meros gritos guturales...
Ignorando la mitología, la visión del modo de vida trogodítico se ha matizado si tenemos en cuenta que es universal, en el tiempo y el espacio, y adquiere formas variadas, adaptadas a los climas, a la posibilidad de utilizar las cavidades naturales o de excavarlas, a las categorías sociales y así son temporales o permanentes. Hoy todavía, en numerosas partes del mundo las poblaciones que han construido sus hábitats en abrigos naturales, en profundas grutas o excavadas en paredes calcáreas u otras rocas son llamados siempre trogloditas.

## Historia y tipología
La forma de las estructuras utilizadas para la vida subterránea es bastante diversificada.

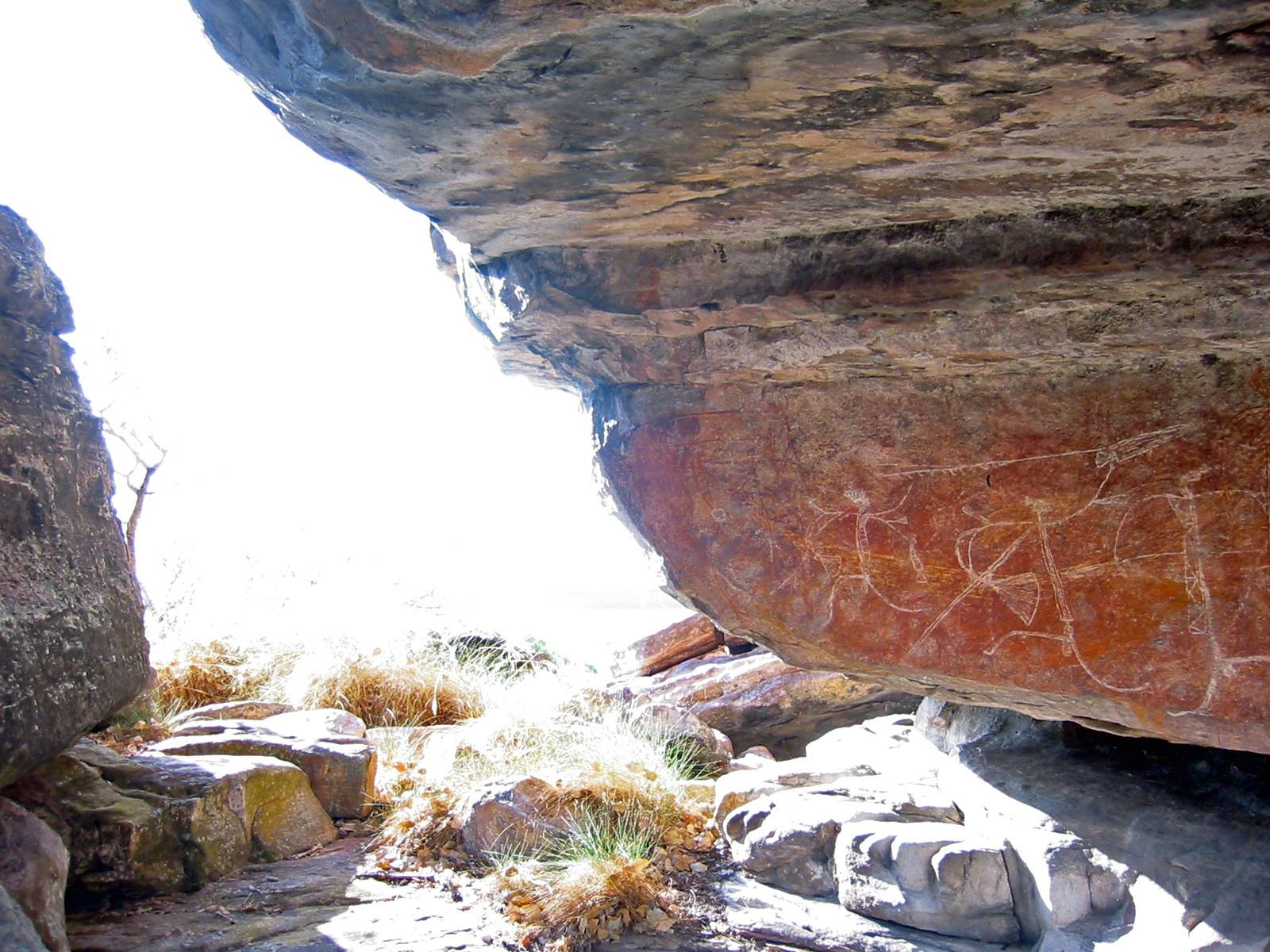
Arte aborigen en un abrigo bajo roca, Ubirr Arte Site, parque nacional de Kakadu, Australia.

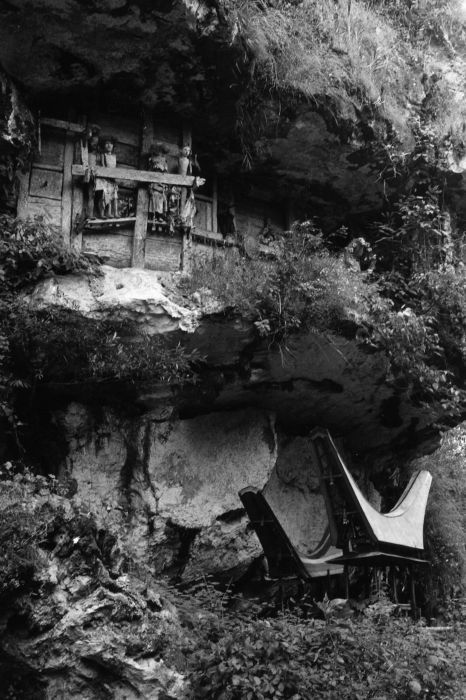
Tumbas rupestres toraya cerradas con planchas y muñecas con la efigie de los difuntos (tau-tau), Indonesia.

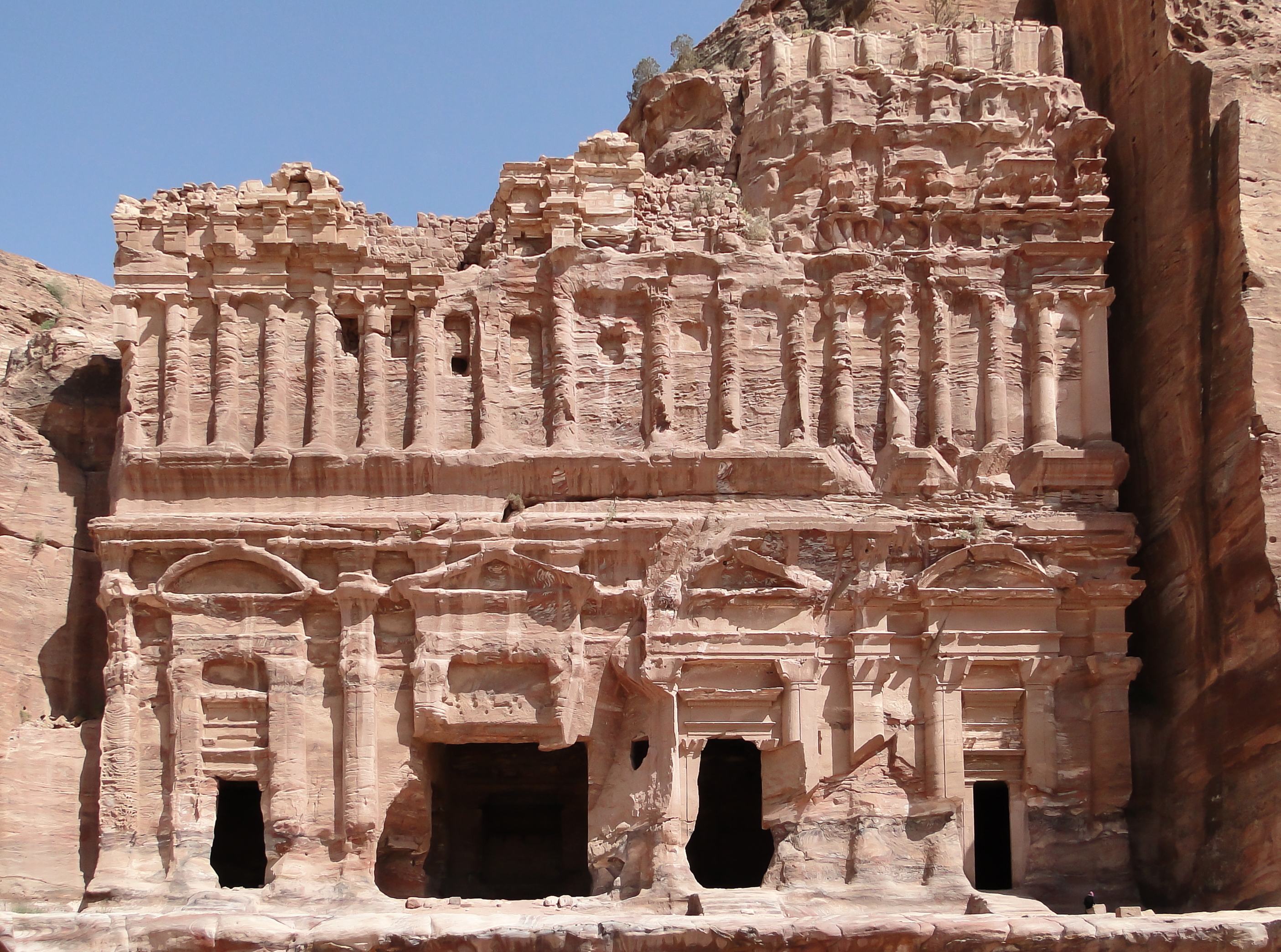
Petra, la capital nabatea, Jordania.

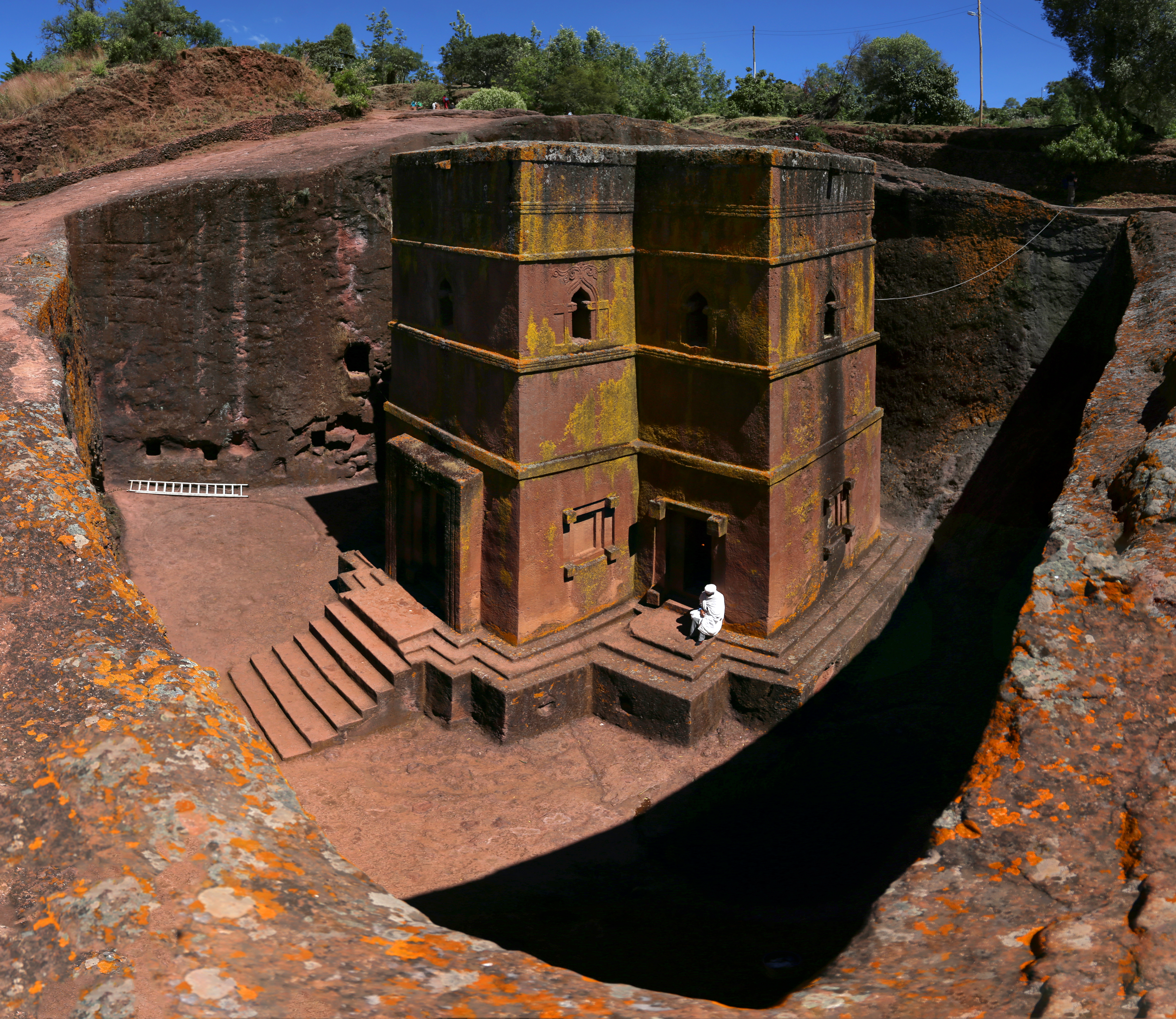
Iglesia de San Jorge en Lalibela, Etiopía.

### Los primeros trogloditas
Las grutas naturales o abrigos bajo roca han sido utilizados desde la Prehistoria en campamentos generalmente estacionales. El arte parietal del Paleolítico atestigua esta presencia de la actividad humana en las grutas y abrigos bajo roca. 
En Francia, más de 170 sitios,  la mayoría en el Sur y el Suroeste (ver por ejemplo la gruta de Lascaux y la gruta de Chauvet) se desarrollaron en un periodo de aproximadamente 26 000 años, del Auriñaciense (hace 38 000 años) hasta finalizar el Magdaleniense (hace 12 000 años). 
Las regiones calcáreas atravesadas por coberturas kársticas de Francia y de España ofrecen la mayor densidad de yacimientos de arte parietal, seguidas por regiones de Portugal, Italia, Rumania e Inglaterra.
El verdadero hábitat troglodítico comienza con el Neolítico. De una protección episódica en una cavidad rocosa, grande o pequeña, el hombre pasó a un hábitat más permanente, excavado, acondicionado en la roca a favor de un contexto climático favorable. Los hábitats enterrados, no necesariamente excavados en la roca, completan las posibilidades de abrigos con modos de vida comparables (por ejemplo en las Orcadas pobres en bosques), las casas semienterradas y cubiertas de turba (Irlanda, L'Anse aux Meadows de Terranova, etc.)  se aproximan en comparación al hábitat actualmente dominante.
Además de la función de hábitat, tuvieron otras funciones: cultural, funeraria, defensiva y económica (almacenaje). Esta forma de arquitectura demanda habilidad y se encuentra particularmente adaptada a los medios pobres en bosques donde existía gran densidad de habitantes troglodíticos en un medio árido o desprovisto de bosques debido al clima frío o incluso a la sobreexplotación de su ecosistema.
Los hábitats construidos o excavados (ciudades, refugios, etc.) constituyen estructuras comunes para la vida subterránea elaboradas a partir de técnicas mineras, a veces muy antiguas. Estos hábitats pueden ser muy profundos y comportar kilómetros de galerías y de decenas de escalones.

### El contexto natural
La gran diversidad de las formas del patrimonio rupestre atestigua la capacidad del hombre para adaptarse a su medio ambiente. Los materiales en los cuales están establecidos este tipo de hábitats son bastante variados, la posición topográfica igualmente, en la pendiente del valle, en acantilados o zonas escarpadas, en una meseta, etc.

#### Rocas volcánicas
- La meseta de Perrier en los materiales del estratovolcán de los Montes Dore, en el valle del Allier (entre 2 millones de años a 400 000 años), el pueblo de las Rocas atestigua una presencia troglodítica desde al menos el periodo celta, actualmente quedan unas 300 grutas y cuevas.[6]
- Las cenizas volcánicas de la Anatolia central han sido fuertemente erosionadas en badlands, las casas piramidales, los establos, los palomares, las capillas de Capadocia fueron acondicionadas por frailes y ermitaños cristianos.[7]

#### Materiales sedimentarios
- Los loess de la cuenca de Río Amarillo, en China de Norte, albergan numerosas habitaciones trogloditicas (yaodong 窑洞 o casas grutas) en las cuatro provincias de la meseta de Loess.[8]
- En el gres alsaciano, la Casa de las Rocas de Graufthal.[9]

#### Karst o seudokarst
Las formas kársticas por su naturaleza sensible a la disolución por el agua han ofrecido siempre a los hombres de todas las épocas cavidades más o menos profundas y le han abierto el acceso al mundo subterráneo (ctónico).
Las condiciones naturales climáticas y geológicas (litología y estructura) constituyen igualmente restricciones con respecto a la perennidad y la salubridad de este hábitat. Se trata de infiltraciones, remontadas capilares, escorrentía, gelifracción, descompresión de la roca que hacen la vida en él insalubre e incluso peligrosa. 

### Los usos tradicionales

#### Hábitat permanente
Del hábitat nómada, temporal, del Paleolítico en los lugares con refugios naturales (grutas y abrigos bajo rocas), el hombre se hace sedentario y pasó a un modo de vida generalmente más perenne y entonces construyó o excavó.
Un estudio realizado en el Chinon (Indre y Loira) ha puesto de manifiesto las diferentes fases del paso de una habitación troglodita a una habitación independiente fuera de las rocas. 
Hubo primeramente grutas naturales que sirvieron simplemente de abrigos a las primeras poblaciones (ejemplo: la colina Santa-Radegonde en Chinon). 
Después se acondicionaron ciertas grutas añadiendo un muro de sillería perforado con dos aberturas (la puerta y la ventana), incluso, a veces, se instaló una chimenea: estas son las « cuevas permanentes ». En el estadio siguiente, se adosó una casa a la roca erigiendo tres muros (dos traseros y una fachada) más tarde: la « cueva permanente» quedó como una pieza anexa de la casa. En la última etapa, la casa se independiza completamente de la roca y solo la cueva queda como troglodita.

#### Hábitat estacional o temporal
Los quèbes o quèves (del béarnais quèba) del valle de Ossau en Pirineos Atlánticos estaban en los huecos bajo las rocas convertidas en refugios temporales por los pastores en los pastos de estío. Una sesentena de estas cavidades han sido inventariadas por el etnólogo Jean-Pierre Dugène. La quèbe podía estar cerrada por un muro de protección en piedra seca, con eventualmente un agujero de evacuación para el humo del hogar y un nicho en función de alacena. A falta de fachada, un lienzo azul marino, mantenido al suelo por unos clavos, servía para cubrir la entrada. Bajo la exigua roca, una piedra hacía oficio de silla y algunas pieles de oveja extendidas en el suelo servían de colchón. Algunas quèbes eran meras plazas de vigilancia durante la jornada o de refugio en caso de tormenta en primavera y en otoño. Finalmente, ciertas cavidades servían para curar los quesos.

#### Función económica: usos domésticos y agrícolas
- Los subterráneos en forma e anillo tenían sin duda una función agrícola en la Edad Media en Francia[13]
- El hielo natural y la nieve compactada han sido durante siglos un medio de conservación de las alimentos preservados en las cavidades naturales, fisuras o grutas y después en pasillos subterráneos. Las cuevas aumentaron las capacidades y la duración del almacenaje hasta la llegada del hielo artificial. A partir del siglo XX, este pequeño patrimonio comenzó a deteriorarse.[14]

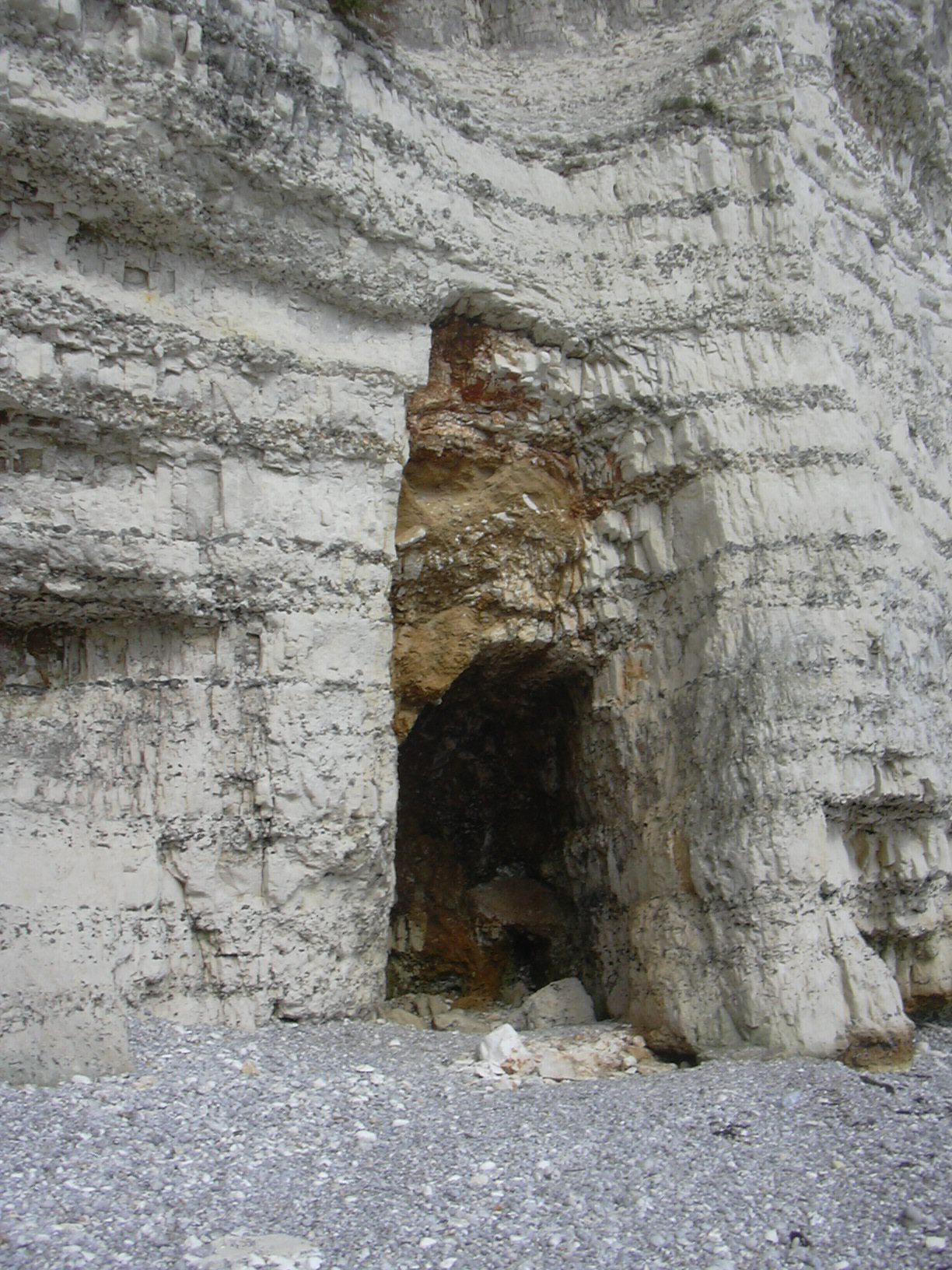
Gruta que sirve de espacio de almacenaje, Yport, Acantilado de Aval, Normandía
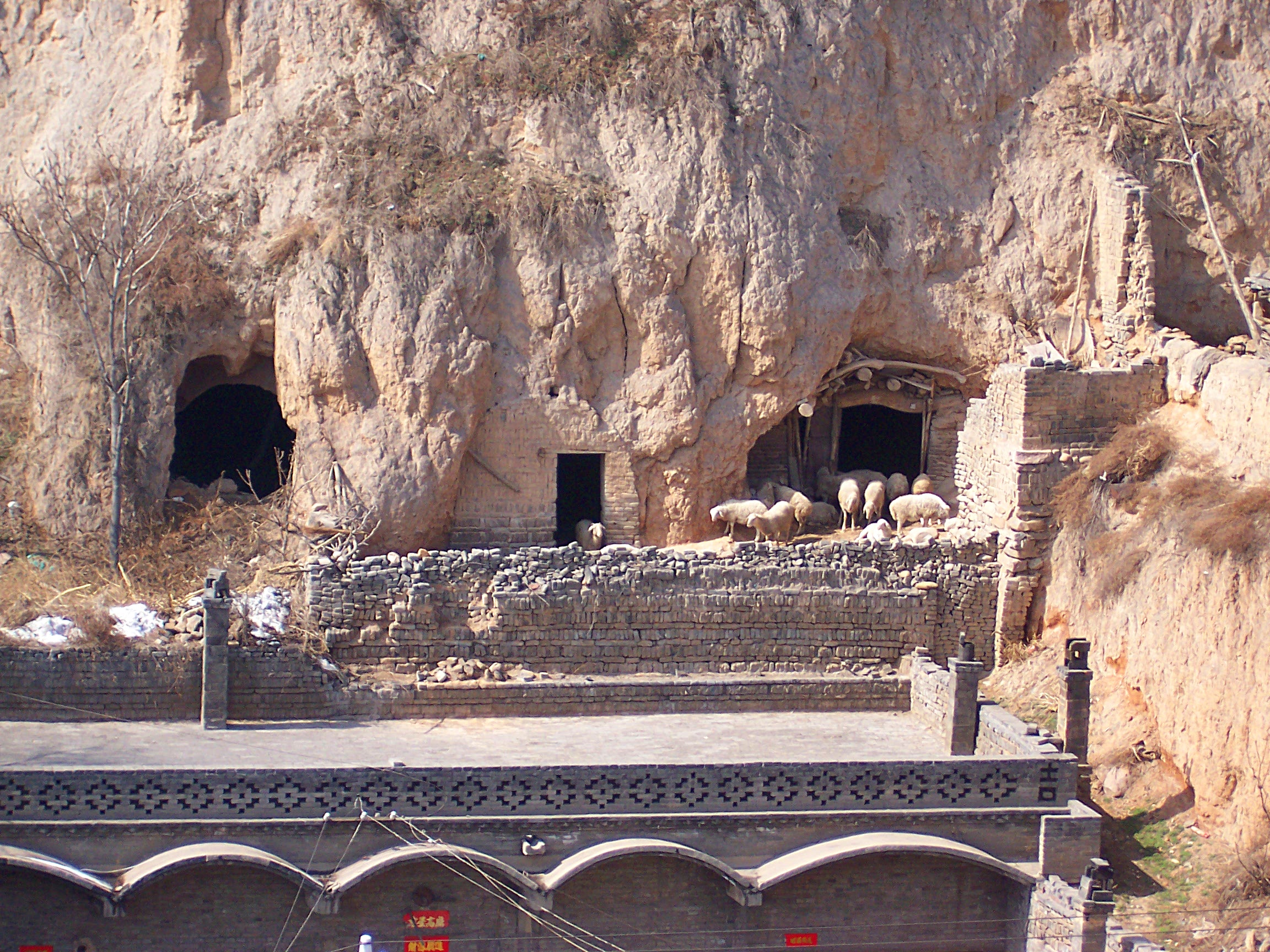
Tradicional casa-gruta y establo, familia Wang (王家大院), Lingshi, provincia del Shanxi, China
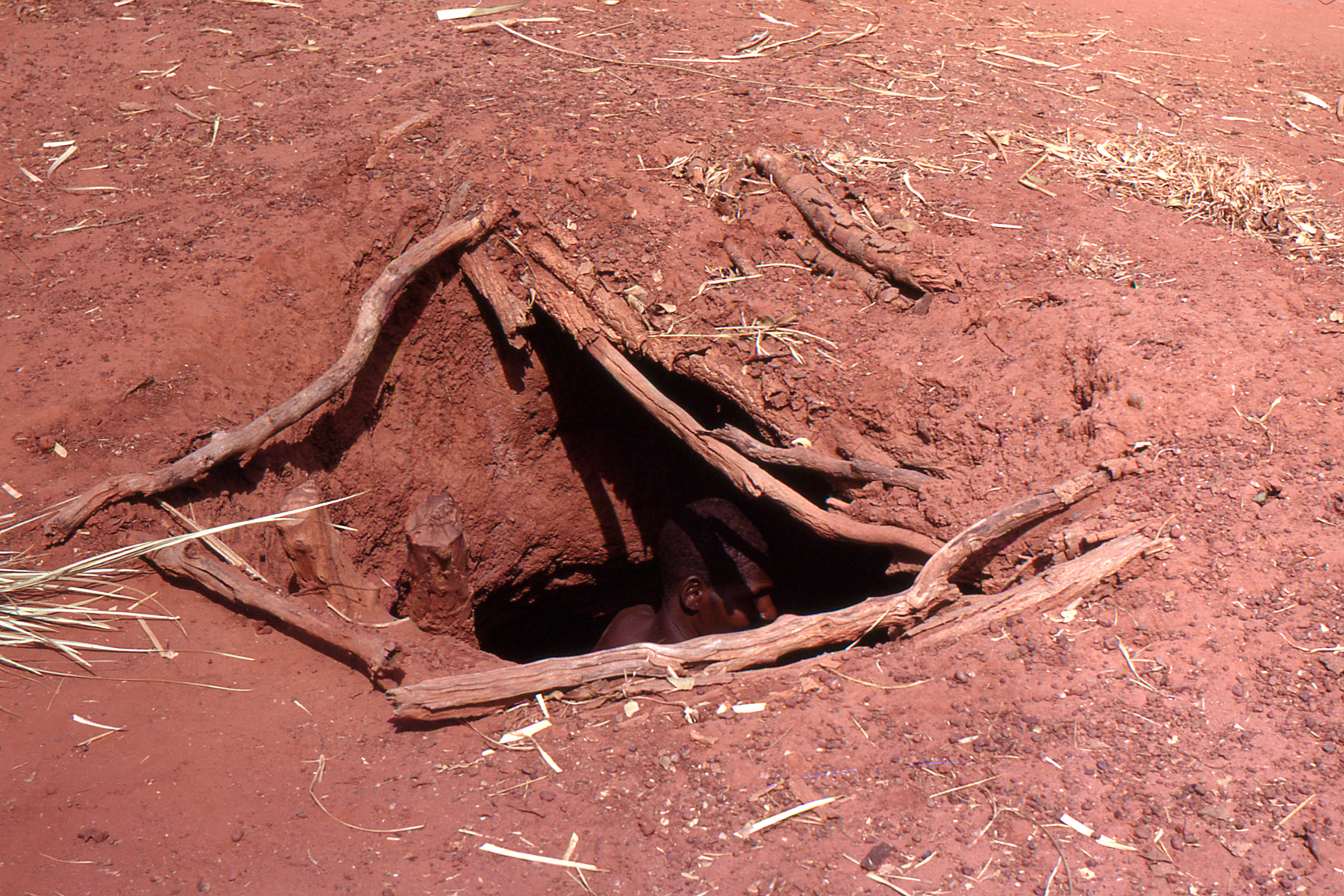
Mujer Bozo en su habitación subterránea, pueblo Bozo, 1972, Mopti, Malí

#### Función defensiva: los refugios
- Centenares de grutas en los tubos de lava, a veces muy pequeñas, han constituido cavidades refugios en Rapa Nui incluso a veces estaban ocupadas por jardines, al abrigo de los vientos.
- La Ciudad subterránea de Naours, Somme, fue primeramente una cantera hacia el siglo X, después, durante las invasiones del siglo XVI, los muches (escondites en picard) fueron un refugio para los aldeanos y su ganado.
- Con la conquista de Crimea por los rusos, la población refugiada de las ciudades trogloditas se instaló en las ciudades y en los acantilados de la costa. Las fortalezas sin más utilidad fueron poco a poco abandonadas. Quedan al turismo actual los impresionantes vestigios de iglesias y de fortificaciones.
- La toba turoniense fue extraída del subsuelo de Arras desde el siglo X y los subterráneos tuvieron varias funciones (cavas, silos… ). La red de galerías se extiende bajo toda la ciudad y más lejos. Sirvió de abrigo durante ambas guerras mundiales y en particular para la preparación del ataque británico en abril de 1917 durante la ofensiva de la Batalla de Arrás. 500 soldados neozelandeses se encargaron de conectar las diferentes vías de la ciudad y unos 24 000 soldados británicos fueron los que salieron de los subterráneos (boves o catiches) para sorprender al Ejército alemán.
- La ciudad subterránea de Pekín (地下城, Dìxià Chéng) es un abrigo subterráneo conectado por una red de túneles (la Gran Muralla subterránea). Excavada cuando la China popular temía un ataque nuclear soviético, la ciudad constituye hoy un atractivo turístico.
- En 1961, el ejecutivo estadounidense distribuyó en cinco millones de ejemplares, un fascículo titulado El refugio antiatómico familiar. La amenaza de conflicto nuclear en los años 1960 condujo al desarrollo de refugios antiatómicos (Cf. Jay Swayze y su empresa Geobuilding Systems concibió un modelo de búnquer « hotel tex-mex »). El refugio bajo tierra evitaba la exposición a los elementos naturales y permitía la protección de las radiaciones atómicas. La cultura underground se convirtió en una contracultura y en este contexto ecologista esgrimía la amenaza de la creciente escasez de los recursos para que se aprovecharan las ventajas de la vivienda subterránea.[15][16]
- La construcción actual de ciudades refugio subterráneas en EE. UU. atestigua la perennidad a través de la historia humana de los temores de destrucción.[17]

#### Función cultural: sepulturas y santuarios
- El Tesoro de Atreo o tumba de Agamenón, en Micenas, es una tumba de cúpula enterrada que data de 1250 a. J.-C.
- Ajanta (India central) fue lugar de retiro de los budistas entre el siglo II a. J.-C. y el siglo V: veintinueve templos rupestres adornados de frescos fueron excavados en la pared de las gargantas de la Waghora.[7]
- La necrópolis etrusca de San Rocco, Toscana.
- Los romanos rendían culto a Mitra en criptas y templos exclusivamente subterráneos. Los mithraeum (templos de Mitra) estaban ubicados bajo el doble símbolo de la luz y de la oscuridad.[7]
- Sri Lanka
- Los templos de Angkor Vat, Camboya.
- En el reino de Mustang, veintinueve ciudades trogloditas fueron descubiertas y exploradas por Michel Peissel en 1964. Un corrimiento de tierras reciente (1994) ha sacado a la luz osamentas y vasijas que los servicios arqueológicos nepalenses dataron de hace más de 3000 años. La American Himalayan Foundation (2007-08) ha descubierto manuscritos prebudistas en las habitaciones funerarias y pinturas que datan del siglo XIII, anteriores a la fundación del reino de Lo.[18]
- Los mastabas egipcias: tumbas generalmente familiares excavadas en la ladera de colinas y trabajadas con albañilería, de las primeras dinastías faraónicas;[19]
- las tumbas torajas troglodíticas de las Célebes. Se excavaba una habitación en la pared rocosa y era precintada con una puerta de madera, pintada o esculpida. El cuarto funerario era para la familia y era llamado casa de la que ningún humo sube. Cerca de la habitación se situaba una efigie, tau-tau, y se accedía a ella por una escalera de bambú.[20]
- Las sepulturas malgaches en posición de abrigos bajo roca: a la manera de las sepulturas indonesias. las antiguas tradiciones malgaches disponían las sepulturas en cavidades de las paredes rocosas difícilmente accesibles.
- Once iglesias medievales monolíticas excavadas en la roca por el rey Lalibela, Etiopía; clasificadas en el patrimonio mundial de la humanidad en 1978.[21]
- Las numerosas catacumbas cristianas: como las de Roma. París posee una red de catacumbas muchas conectadas entre sí, de varios centenares de kilómetros.
- Los sitios subterráneos de la Primera Guerra Mundial como el Camino de las Damas.

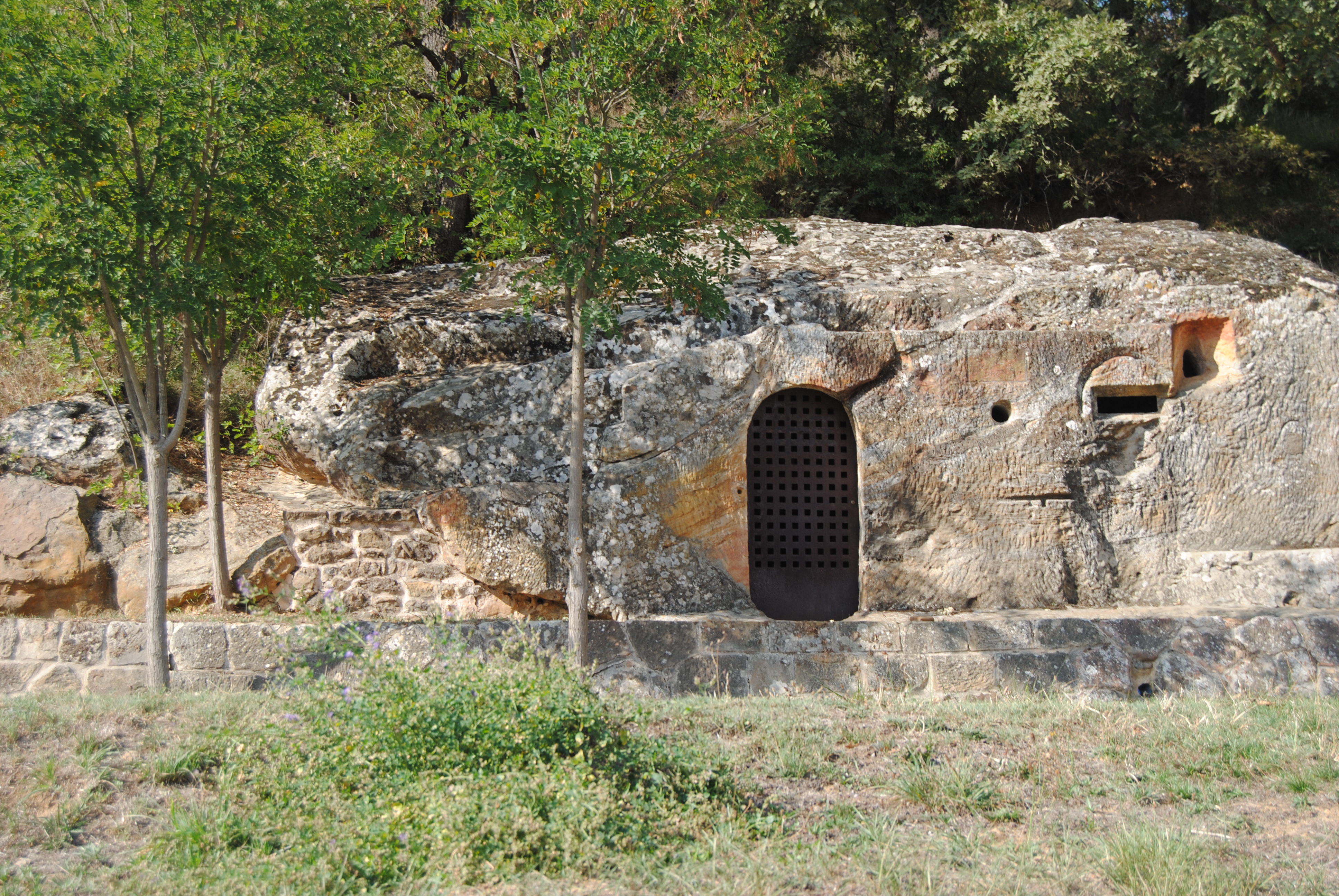
Pequeña iglesia rupestre dedicada a la Virgen, Cantabria
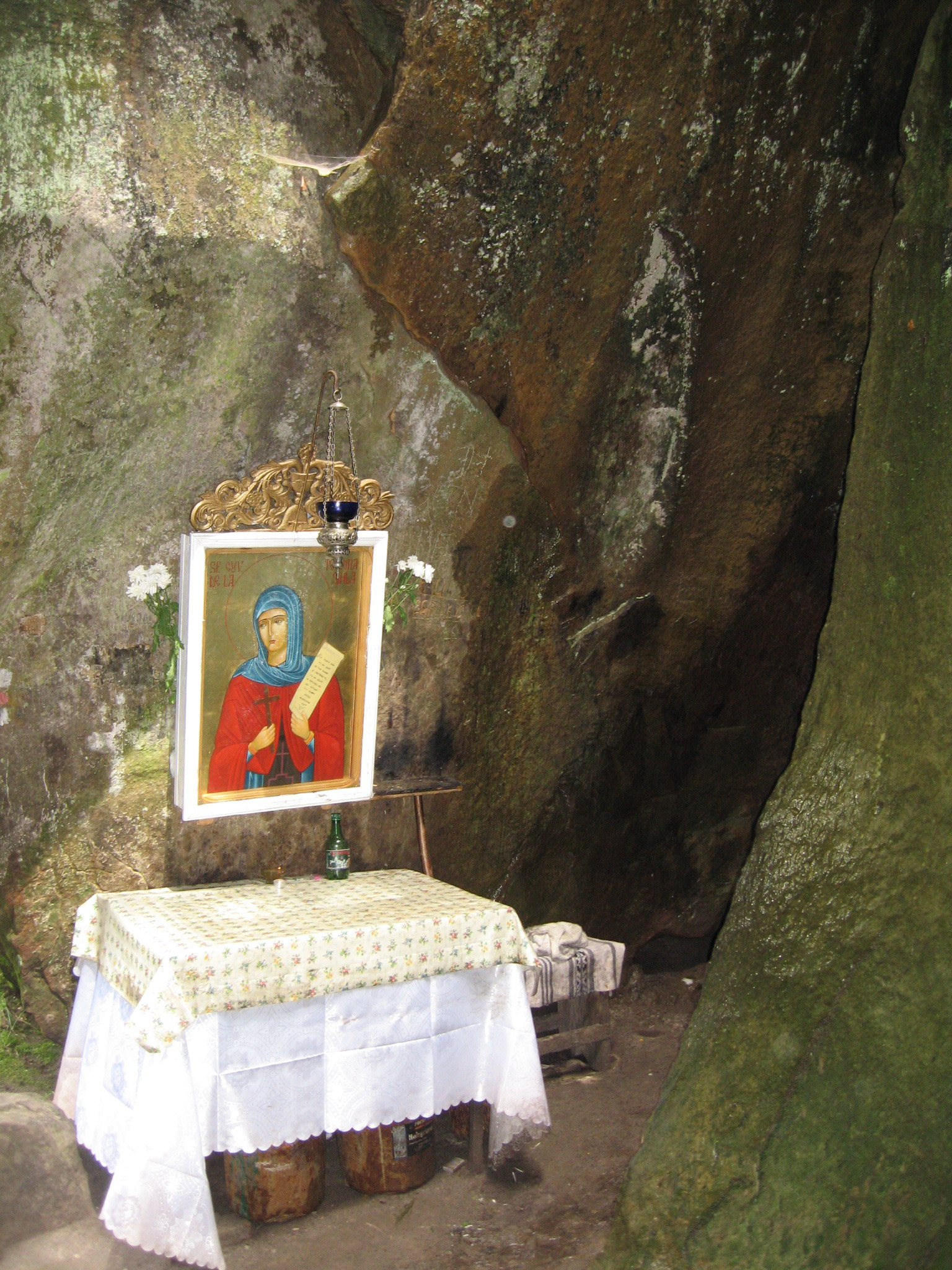
Monasterio de Sihla, Rumania
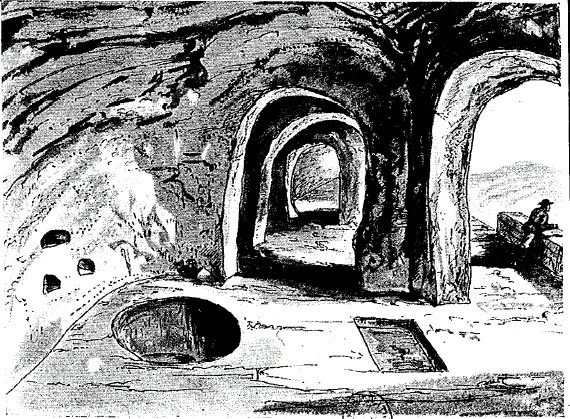
Baptisterio de la abadía de Marmoutier con depósito de inmersión y pozo, 1911
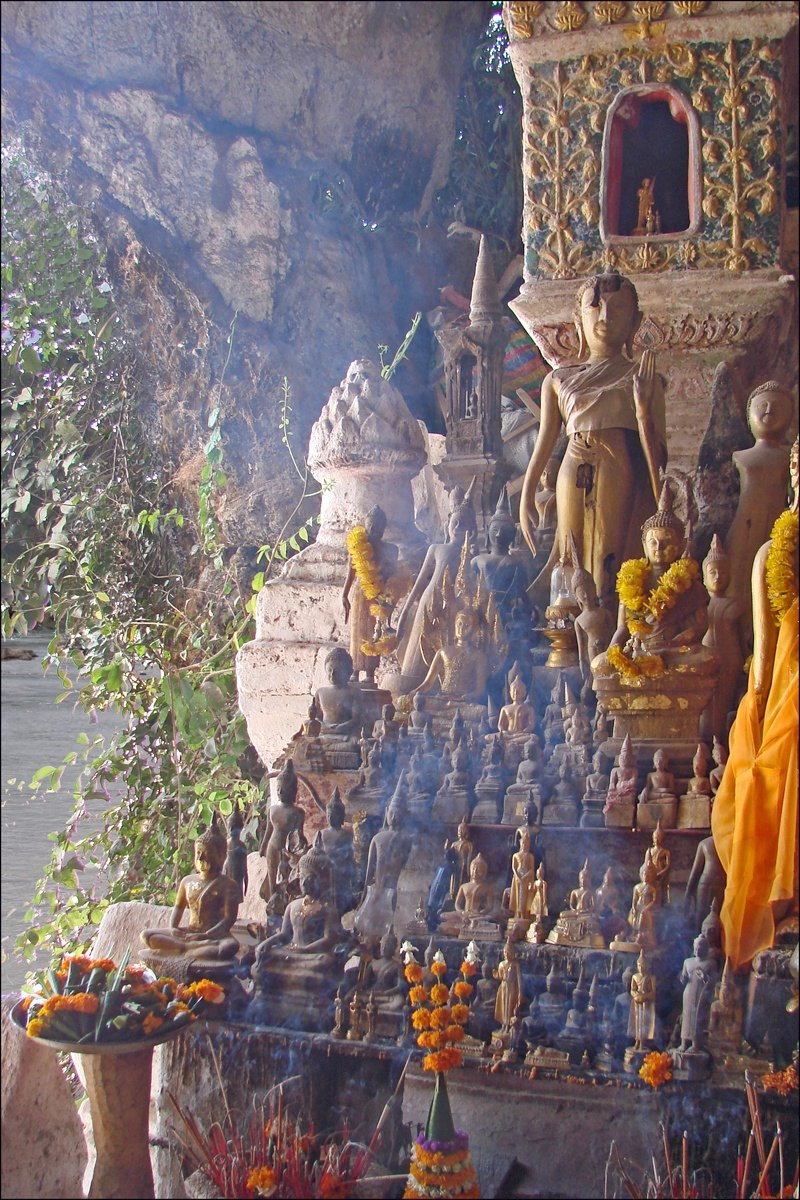
Altar a Buda, Laos
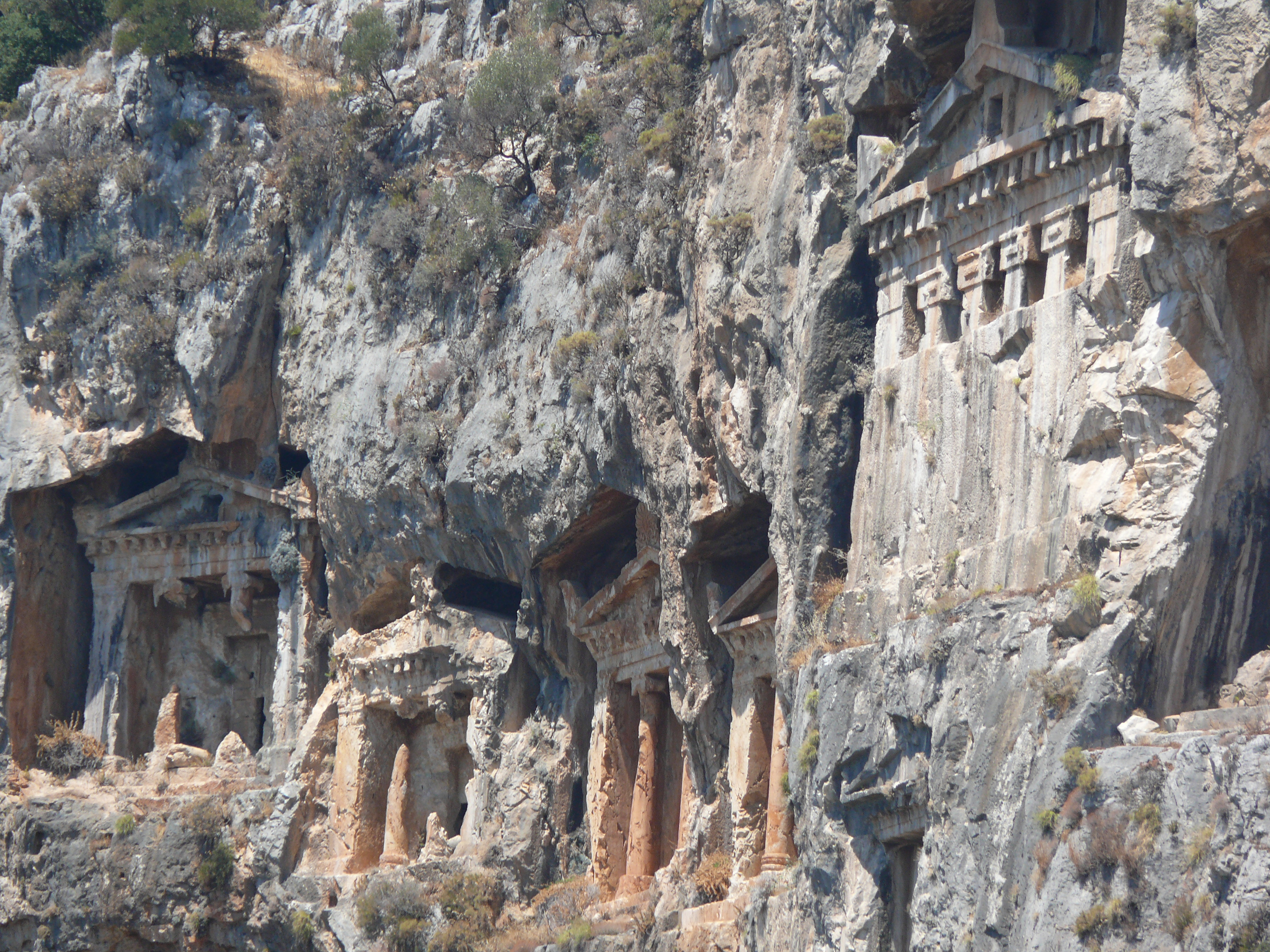
Tumbas licias, Turquía
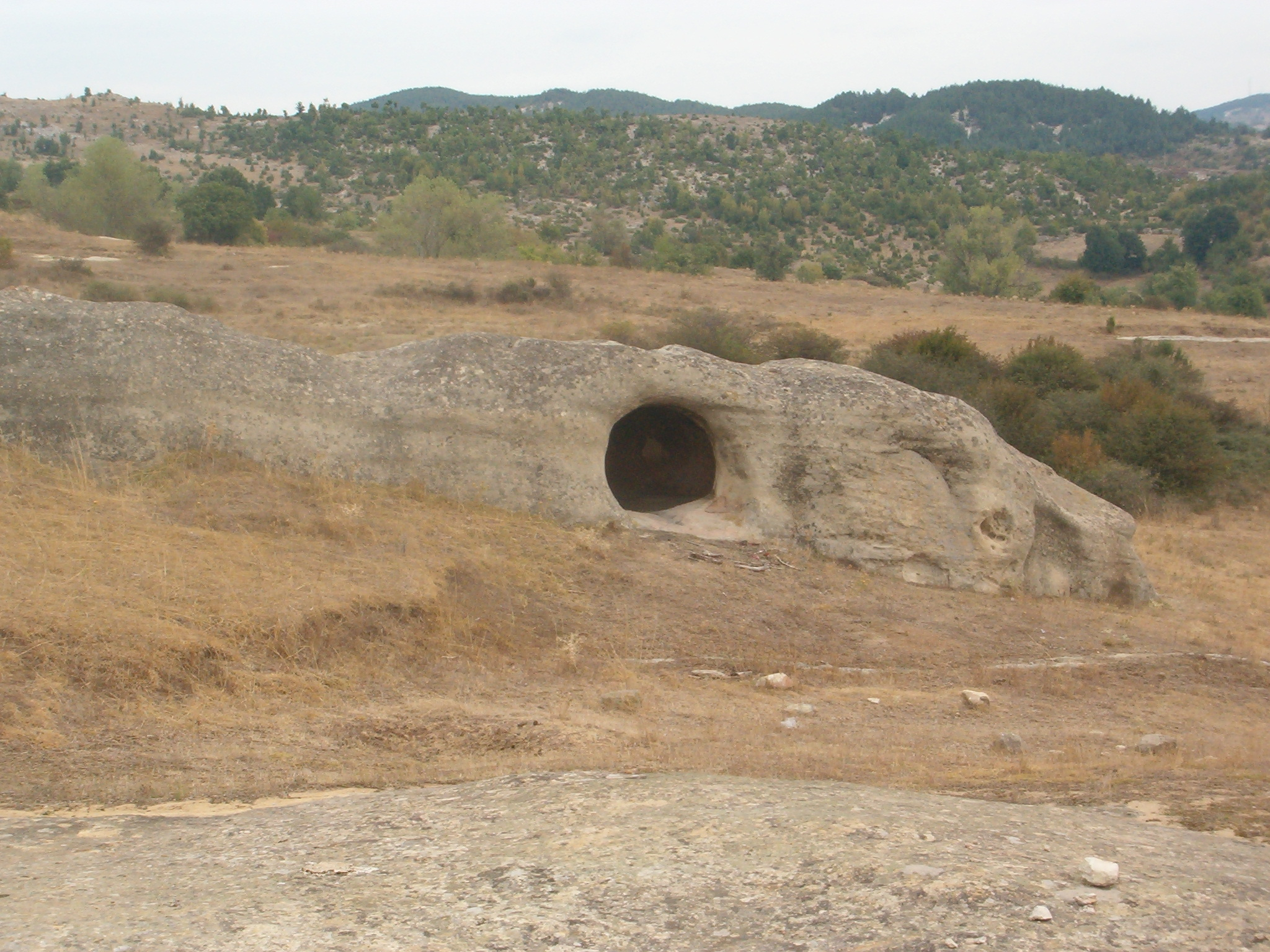
Cae tracio, Benkovski, Kirkovo, Bulgaria
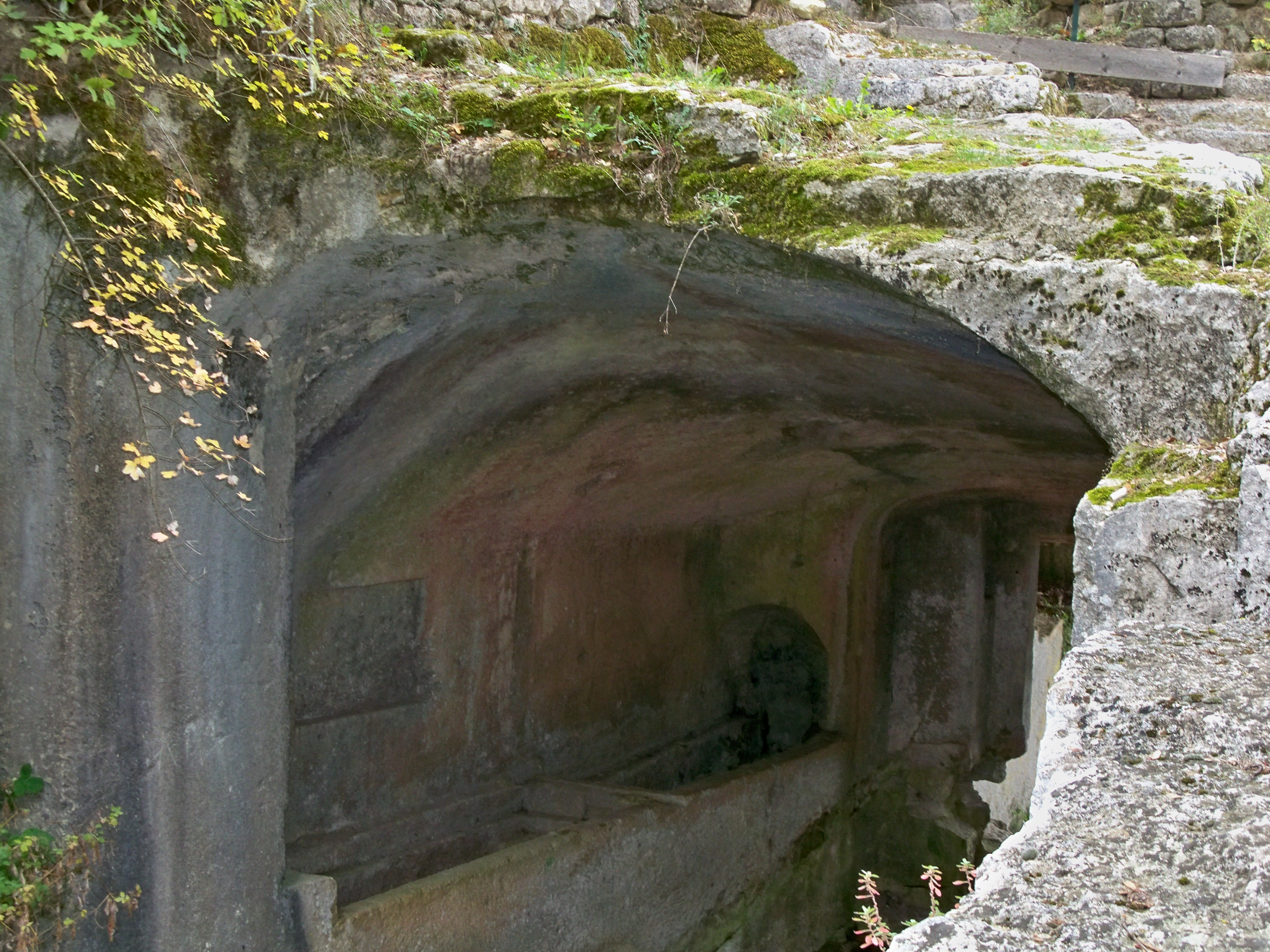
Tumbas troglodíticas del Priorato de Carluc, Alpes de Alta Provenza, Francia

### Los trogloditas contemporáneos
Puede tratarse de construcciones que tienen como objetivo la protección contra la dureza del clima, como la ciudad subterránea de Coober Pedy en Australia construida para evitar el calor tórrido del Outback, o la casa-gruta tradicional china, el yaodong. Una de las características de este hábitat es que mantiene una temperatura templada y relativamente constante.
Como en el pasado, el hábitat puede ser completamente subterráneo o añadiéndole una parte tradicional; el hábitat es entonces semitroglodítico, con un tejado en la parte delantera.

#### Patrimonio y conservación
El patrimonio troglodítico se inscribe en el marco más amplio de la protección de la herencia arquitectural y paisajística. Es un patrimonio universal a menudo prestigioso y desde 1995 once sitios están inscritos en la lista del Patrimonio mundial del Unesco. El patrimonio troglodítico cuenta toda una historia del terroir, desde el refugio subterráneo al palacio.

#### Turismo y desarrollo
La modificación del interés hacia el patrimonio, y en particular hacia el patrimonio troglodítico, se produce más que por el atractivo hacia los lugares turísticos, por el interés pintoresco de los vestigios del pasado. El turismo troglodítico se desarrolla en forma de animaciones museísticas, de casas rurales, de hoteles, etc. El turismo patrimonial no parece afectar a gran parte de la población local (según Edouard Segalen, sólo al 8 %). Las cuevas italiana de Matera, lugares de aislamiento de ermitaños en la Edad Media se convirtieron en el siglo XX en grandes espacios sociales y en el siglo siguiente, los sassi se convierten en centros de vacaciones, etc.
A la manera del Outback australiano donde la extracción del ópalo es una atracción turística al igual que la ciudad subterránea de Coober Pedy donde se refugiaban los obreros que sufrían del calor, otros lugares ven su función inicial transformarse en destino turístico. </ref> Las clasificaciones en las listas patrimoniales contribuyen a esta mutación económica. Se apuesta cada vez más sobre este tipo de atracciones lúdicas y pedagógicas.
En Túnez, el turismo tradicionalmente de balneario se dirige hacia las importantes potencialidades turísticas de la cadena de los Matmatas en el Sudeste (hábitat troglodítico horizontal y vertical, ksour y pueblos bereberes, asociados a la variedad de los paisajes). Como en otros lugares, una multitud de actores y de proyectos se inscriben en un desarrollo turístico deseado como duradero (sostenible) y que asegura el desarrollo de las economías locales, la preservación de los ecosistemas y la salvaguarda de la identidad cultural y de los intereses de las poblaciones locales (permitiendo sobre todo la salvaguarda de los hábitats del abandono).
Capadocia en el corazón de la meseta Anatolia se caracteriza por una identidad arquitectural en un contexto de erosión de materiales volcánicos; es conocida por sus iglesias rupestres, sus ciudades subterráneas y sus viviendas troglodíticas y recibe cada año más de tres millones de turistas (el Parque Nacional de Goreme y sitios rupestres está inscrito en el patrimonio mundial desde 1985). El patrimonio cultural da visibilidad, atractivo turístico y desarrollo a los territorios. Varios factores han contribuido a revalorizar este patrimonio anatolio, entre ellos el desarrollo del turismo rural. No obstante, como en otras regiones del mundo se ve la complejidad del asunto. El turismo favorece la salvaguarda del patrimonio y éste es la mayor fuente de turismo. Cuando el medio es sensible, los aspectos negativos se hacen sentir fuertemente y se necesita tomar medidas en cuanto a las cuotas de visitantes y al alojamiento.

#### Hábitat ecológico y arquitectura contemporánea
Los espacios urbanos subterráneos actuales continúan presentando funciones de abrigo y de refugio: los aparcamientos, centros comerciales o cines, o incluso los abrigos antiaéroes y antiatómicos. Aparecen nuevas funciones para estos espacios: de evacuación de actividades consumidoras de espacio como los transportes, de flujos peligrosos o indeseables como las aguas usadas, los residuos, la electricidad, el gas, etc. Este mundo subterráneo contemporáneo constituye un conjunto de espacios construidos o abandonados bajo la superficie de las ciudades actuales - underground. Concepto inventado por los franceses, después en parte abandonado, la ciudad subterránea ha sido experimentada en Tokio, Montreal, Helsinki y Kansas City, etc. Ámsterdam prepara una ciudad subterránea para 2018.
Los usos se han diversificado según las épocas: granjas subterráneas, cavas, palomares, lugares de encuentros, centros comerciales, ciudades, almacenaje (Cf. el banco de semillas de Spitzberg), etc. En el contexto de desarrollo sostenible y de preocupaciones ecológicas, el abrigo troglodítico seduce por su carácter sólido, estanco, aislado, extensible, relativamente poco costoso (en función de las técnicas mineras y de conservación empleadas).
- La estación estadounidense de Amundsen-Scott Polo Sur (Amundsen-Scott South Pole Estación) en el polo Sur fue creada en 1956 en el marco del Año geofísico internacional de 1957. Los primeras construcciones realizadas en 1956-1957 por la US Navy, lo fueron bajo el suelo.
- El Jardín de invierno de Jean Dubuffet, 1968
- Centros comerciales subterráneos: los grandes ciudades estadounidenses (Montreal,) o París, con el Foro de los Palcos, conectado al metro y al RER.
- La concepción de una base futura sobre Marte comporta proyectos enterrados (ver Misión tripulada hacia Marte).

No estando definidas como hábitat, la rehabilitación de los espacios troglodíticos está enmarcada en las leyes municipales y en el código civil que rige el derecho del suelo, el código de la construcción y el de la propiedad.
Las tecnologías actuales permiten realizar nuevas instalaciones bajo tierra en las que la luz natural puede ser dirigida a los lugares donde se necesita por medio de tubos de luz. Los muros dotados de amplias pantallas planas podrán emitir paisajes naturales.

## A través del mundo
Algunos ejemplos de la geografía del trogloditismo:

### En África
- Los abrigos rocosos de la meseta de Tassili n'Ajjer presentan millares de pictogramas del Neolítico.[30][31]
- Las montañas del sur tunecino son conocidas por los ksour de los bereberes, sobre todo en Matmata y Tataouine.
- En Malí, los tellem y después los dogones vivieron en casas troglodíticas en el acantilado de Bandiagara.

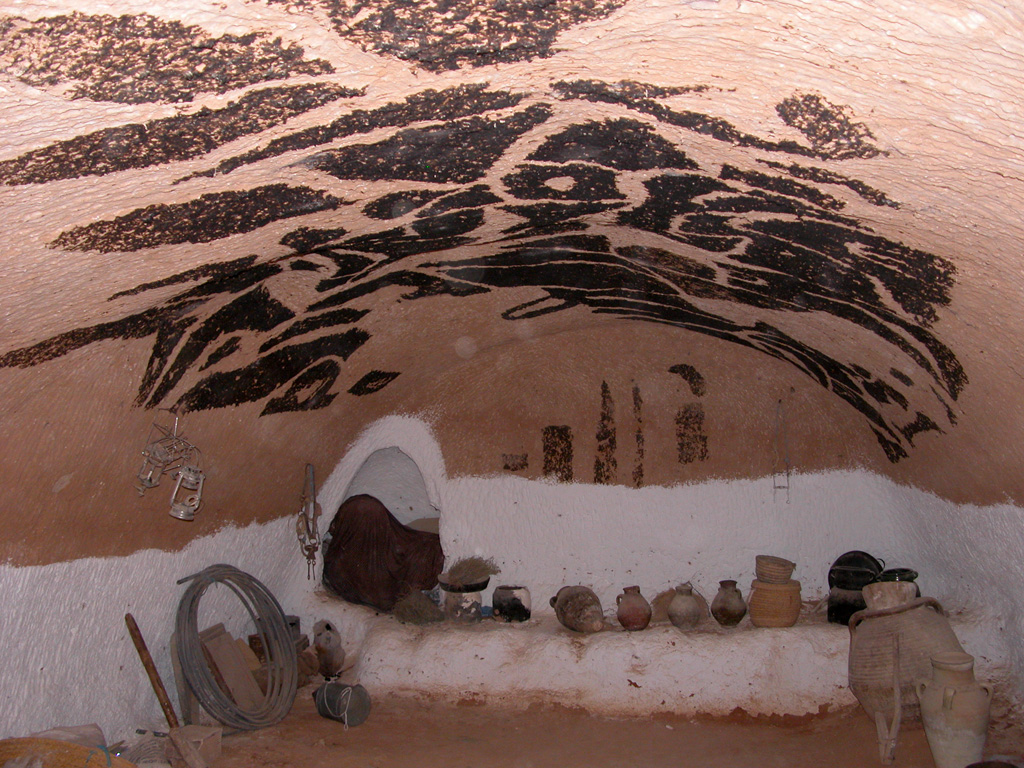
Interior bereber troglodítico en Matmata, Túnez
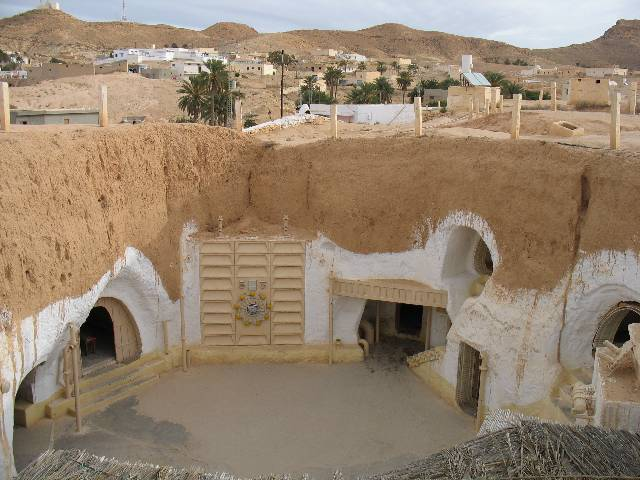
Hotel Sididriss, hábitat bereber troglodítico de Matmata, Túnez
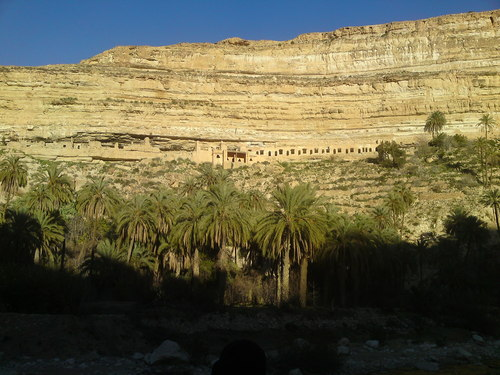
Los Balcones de Ghoufi en los Aurés, Argelia

### En Oriente Medio
- Beerseba, Israel.
- Entre el mar Rojo y el mar Muerto, la ciudad caravanera nabatea y troglodita de Petra (Jordania), datada del siglo VIII a. C. y que llegó a contar con hasta 25 000 habitantes y fue un importante cruce del mundo antiguo.[19]
- Segunda después de Pétra, Avdat, antiguo apeadero caravanero nabateo en la ruta comercial de las esencias y de las especias, en el corazón del desierto del Néguev.[32]
- En el Alto valle del Azat, el monasterio de Geghard (Armenia) tiene iglesias y tumbas – la mayoría trogloditas – representativas del apogeo de la arquitectura medieval armenia. El monasterio posiblemente fundado en el siglo IV según la tradición, por san Gregorio el Iluminador fue destruido por los árabes en el siglo IX[33] pero nuevamente floreció en el siglo XIII.
- Capadocia (Turquía) posee innumerables habitaciones e iglesias troglodíticas adornadas con frescos bizantinos. El Parque nacional de Göreme está reconocido por la Unesco como Patrimonio de la Humanidad.[19] Punto culminante volcánico de Capadocia (1300 m), Uçhisar fue excavado en un laberinto de abrigos desde la época hitita (1500 a. C.) y no ha cesado desde entonces de servir de refugio: a los primeros cristianos perseguidos por los Romanos o a los Bizantinos amenazados por los Turcos. La fortaleza conserva un conjunto de capillas, monasterios, apartamentos, refectorios, almacenes y de salas comunes conectadas en una red de galerías sobre una veintena de pisos. Algunas habitaciones están ocupadas todavía.
- Las habitaciones trogloditas de Kandovan (Azerbaiyán oriental) han sido excavadas en la toba, hace tres miles años para algunos y están habitadas todavía.

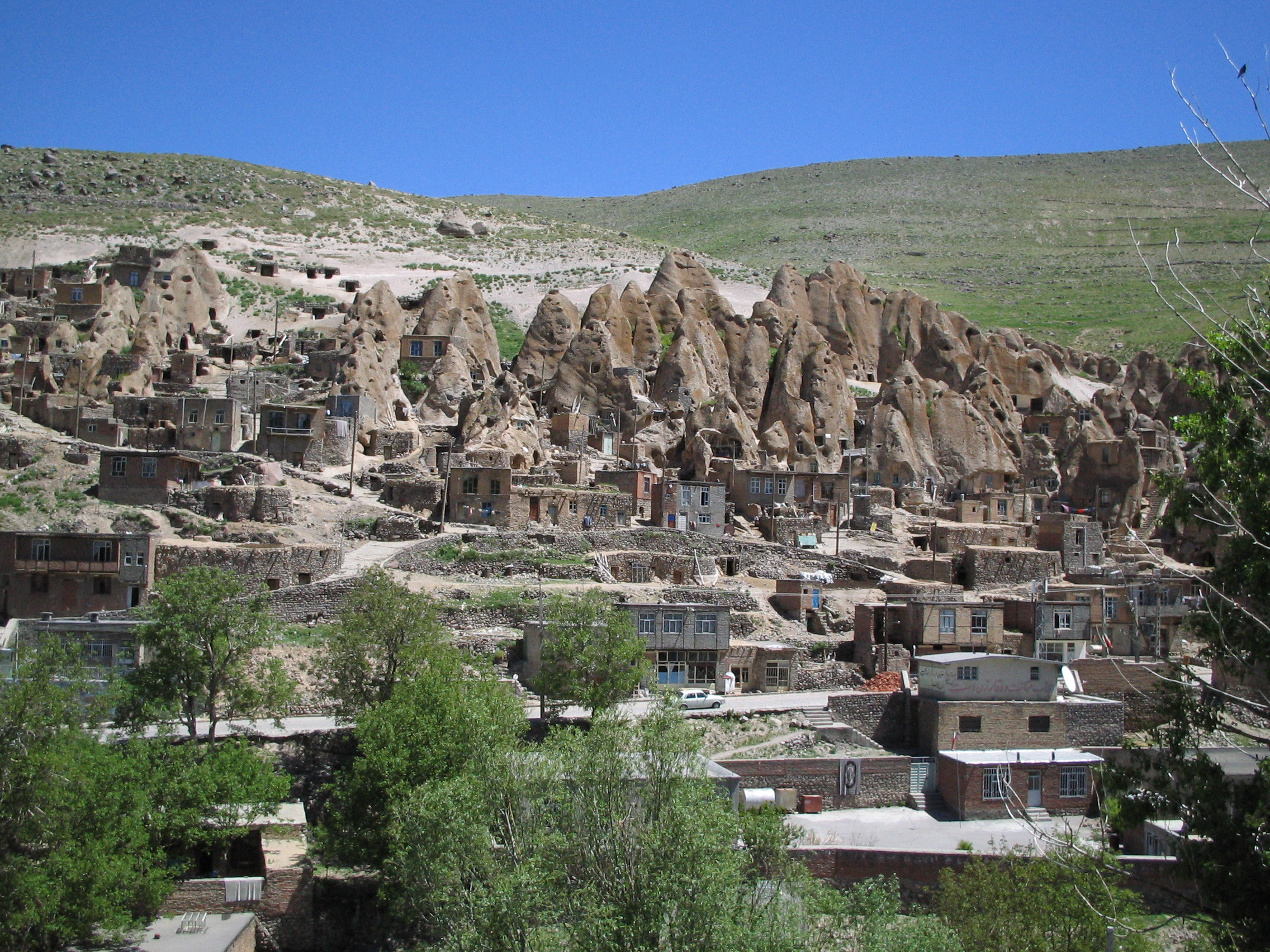
Pueblo troglodítico de Kandovan, Irán
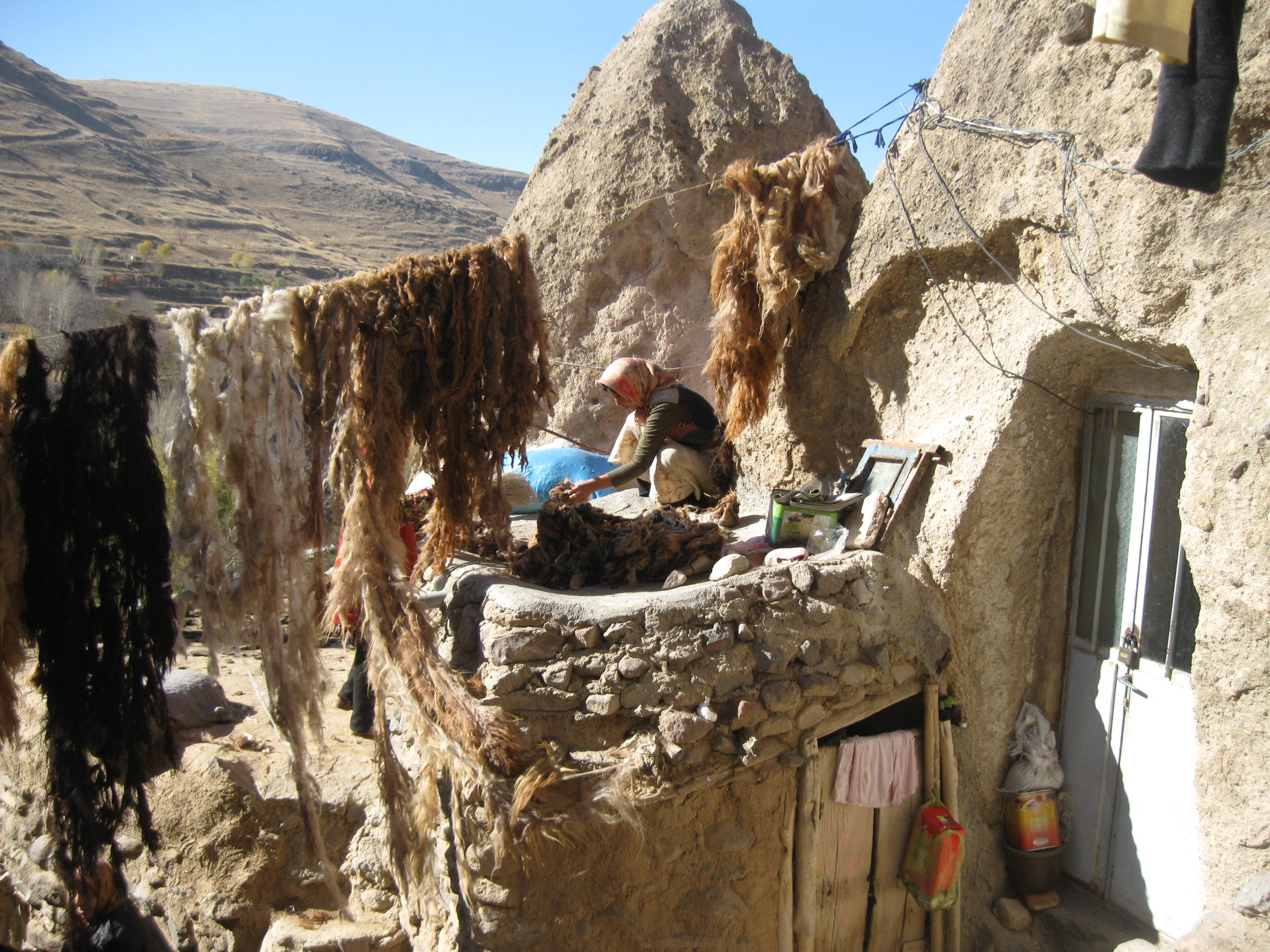
Kandovan, Irán
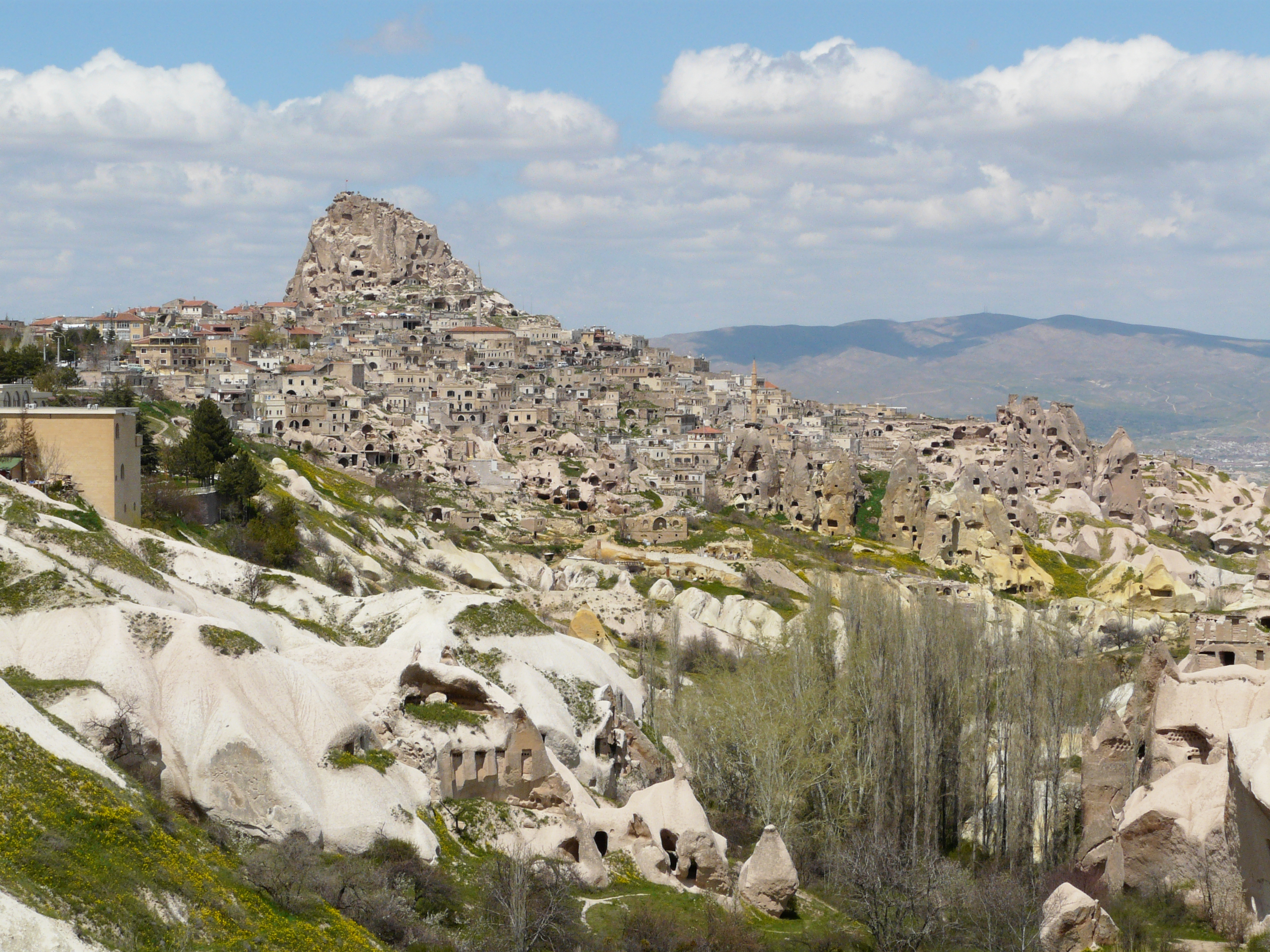
Pueblo troglodítico de Üçhisar en Capadocia, Turquía
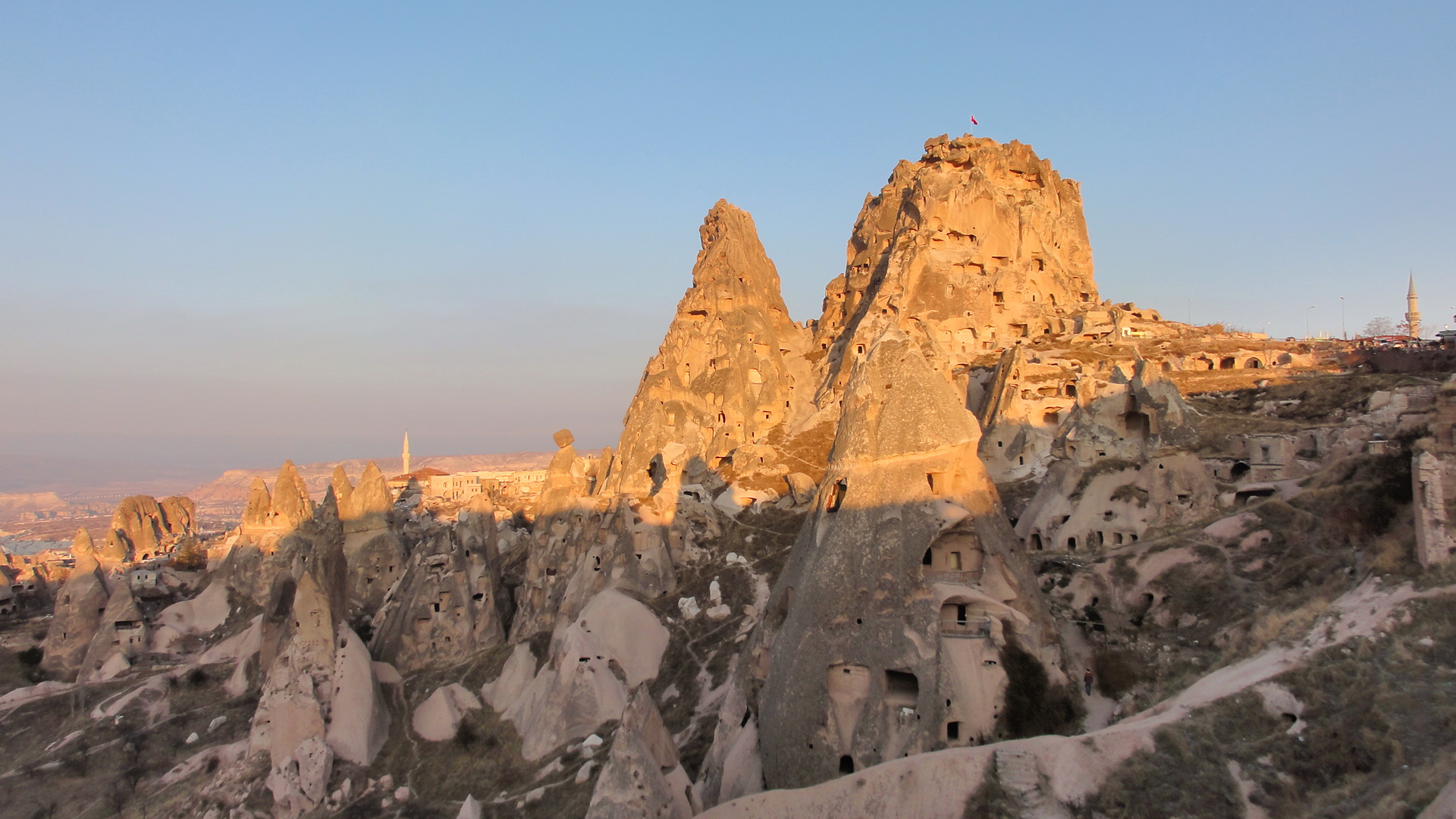
Üçhisar, Capadocia
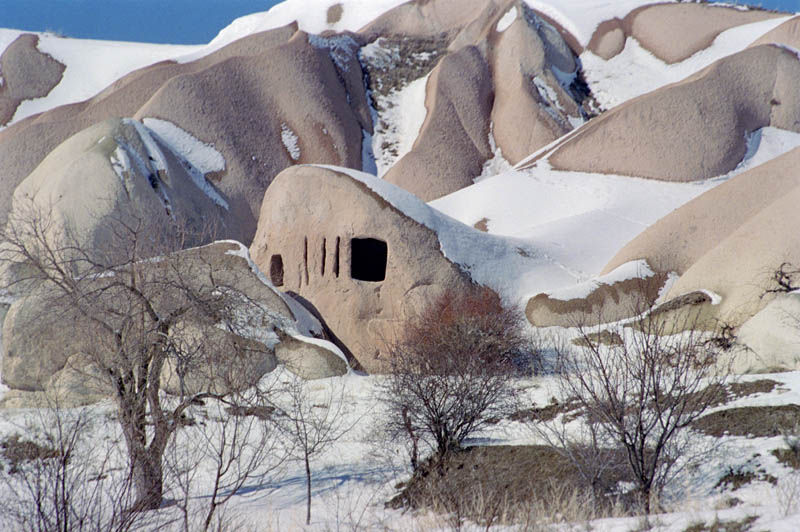
El valle de los palomos, Capadocia
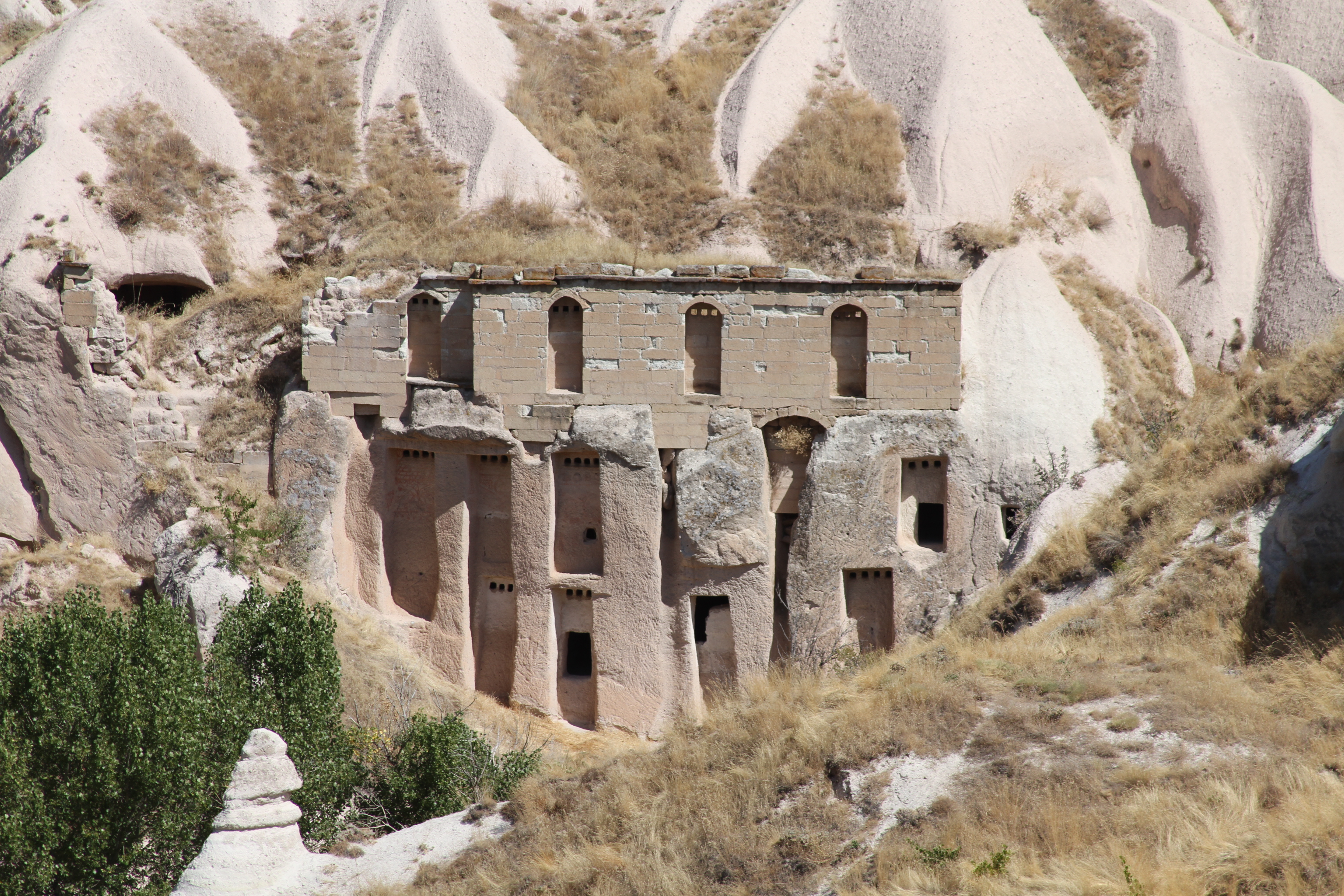
El valle de los palomos, creusée en el iIgnimbrite

### En Asia
- En el Noroeste de China, en la provincia del Shaanxi cercana a la capital provincial de Xi'an existían cavernas habitadas entre el 3500 al 3000 av. J.-C. Diecisiete casas trogloditas en un acantilado con hornos para alfarería y herramientas han sido asociadas a la cultura neolítica Yangshao, considerada como el origen de la civilización china.[34]
- El yaodong (窑洞) o "casa gruta" es una construcción en arco, a menudo troglodítica o semitroglodítica, fácilmente excavada en el loess y que servía como morada en China. Los yaodongs son comunes sobre la Meseta de loess (黄土高原) en la cuenca media del Río Amarillo (黃河), Norte de China, sobre unos 640 000 km² (Shaanxi, Shanxi, Gansu y Henan). Un yaodong posee una sola habitación que sirve a la vez de dormitorio, de cocina y de baño. Ciertos yaodongs tienen una fachada construida en piedra con motivos grabados. Una plataforma, kang, se construía adentro por ser utilizada como cama y una chimenea se construía cerca.[35] Estas primeras habitaciones subterráneas datarían del II milenio av. J.-C., es decir en la dinastía Xia. Los más célebres son seguramente los de Yan'año (延安) donde los comunistas y Mao Zedong vivieron entre 1935 y 1948. La estimación actual es de cerca de 40 millones de personas viviendo en las yaodongs del norte de China.[36]
- El valle del Bamya en Afganistán alberga celdas monásticas budistas.

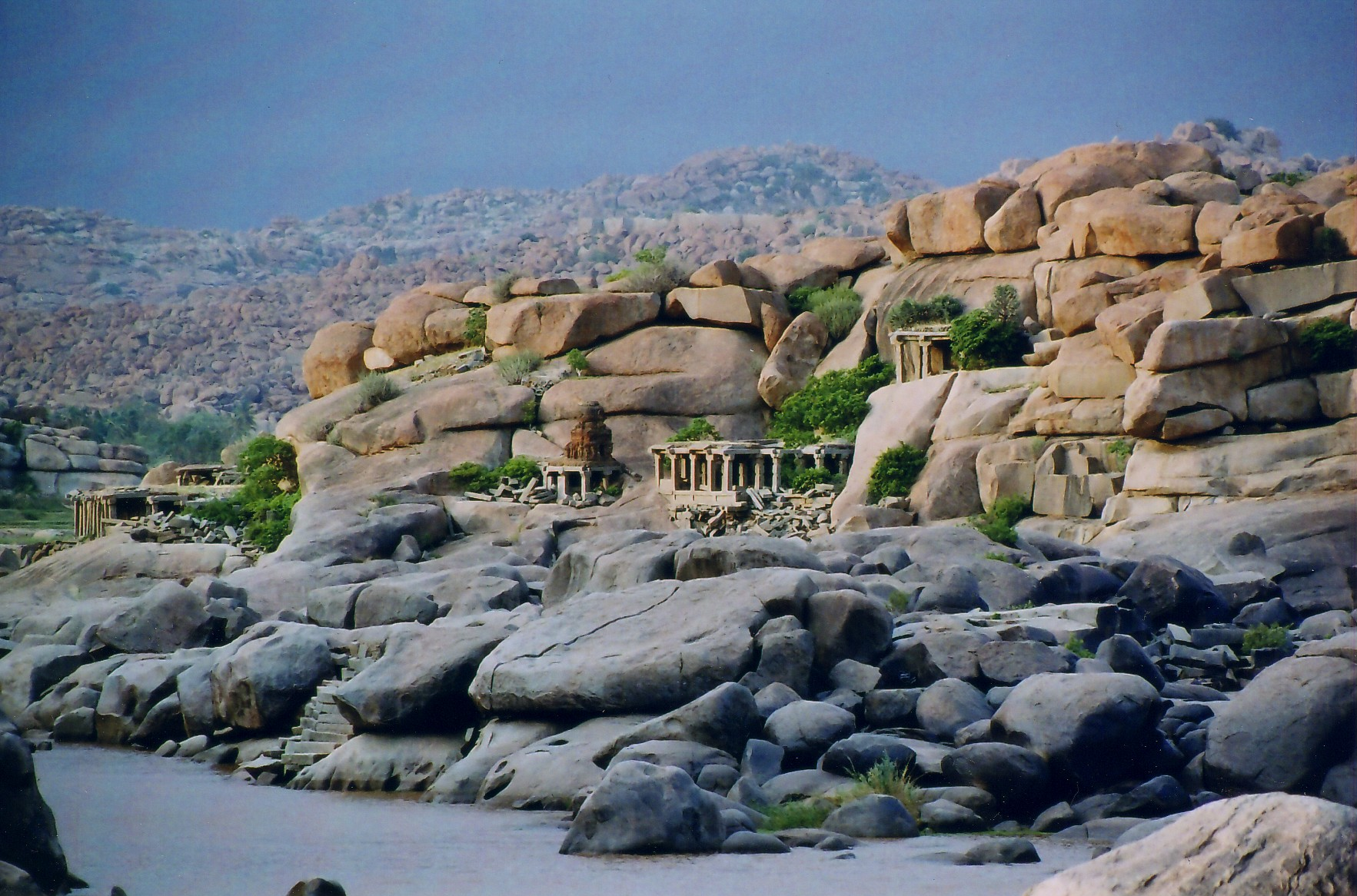
Hampi, Karnataka state, India
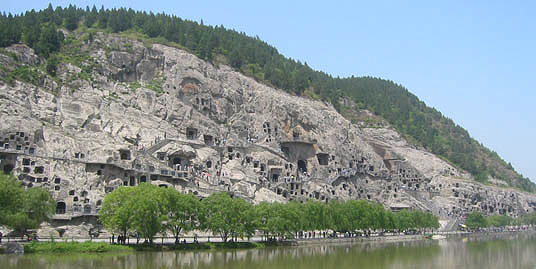
Grutas de Longmen, Luoyang, Henan, China
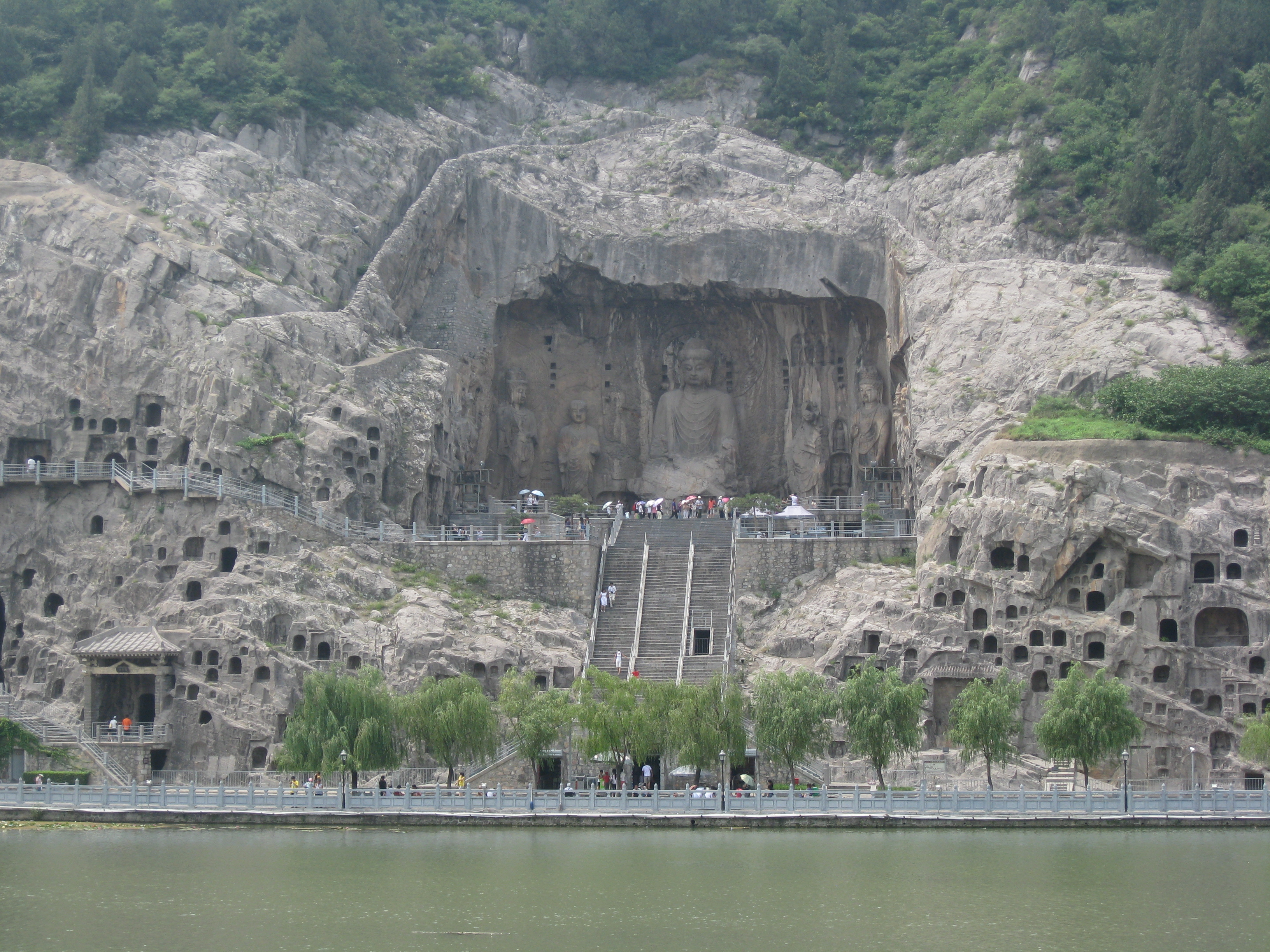
Templo Fengxian : gruta del Grande Buddha, Grutas de Longmen
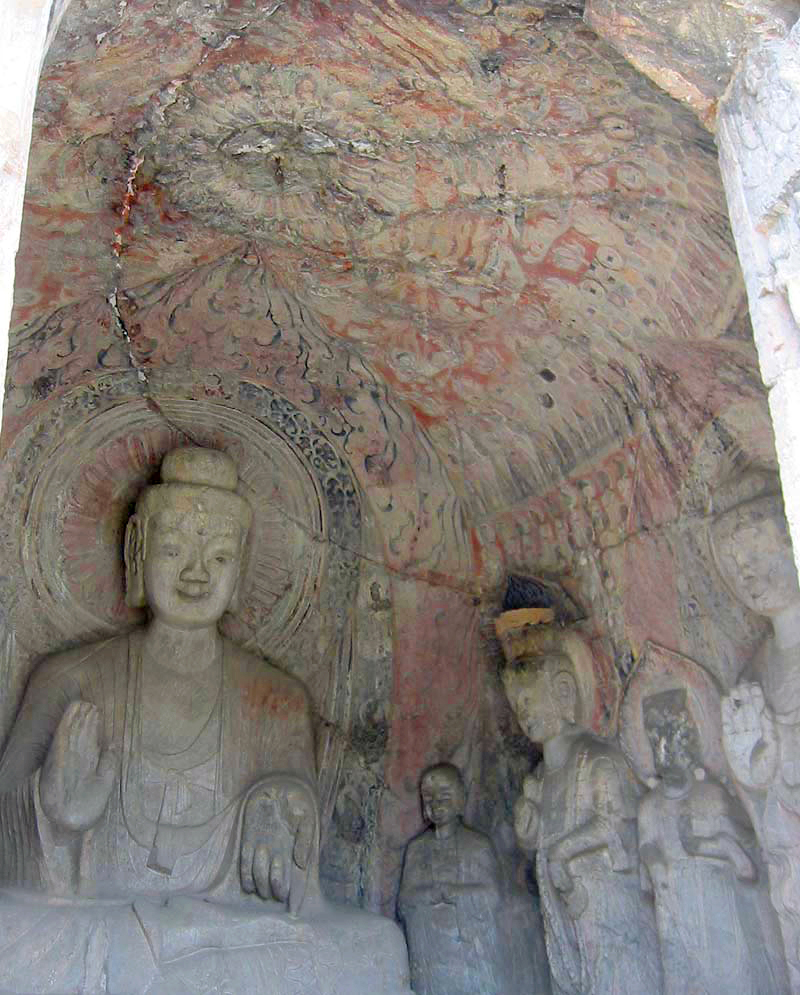
Buddha Shakyamuni, Grutas de Longmen
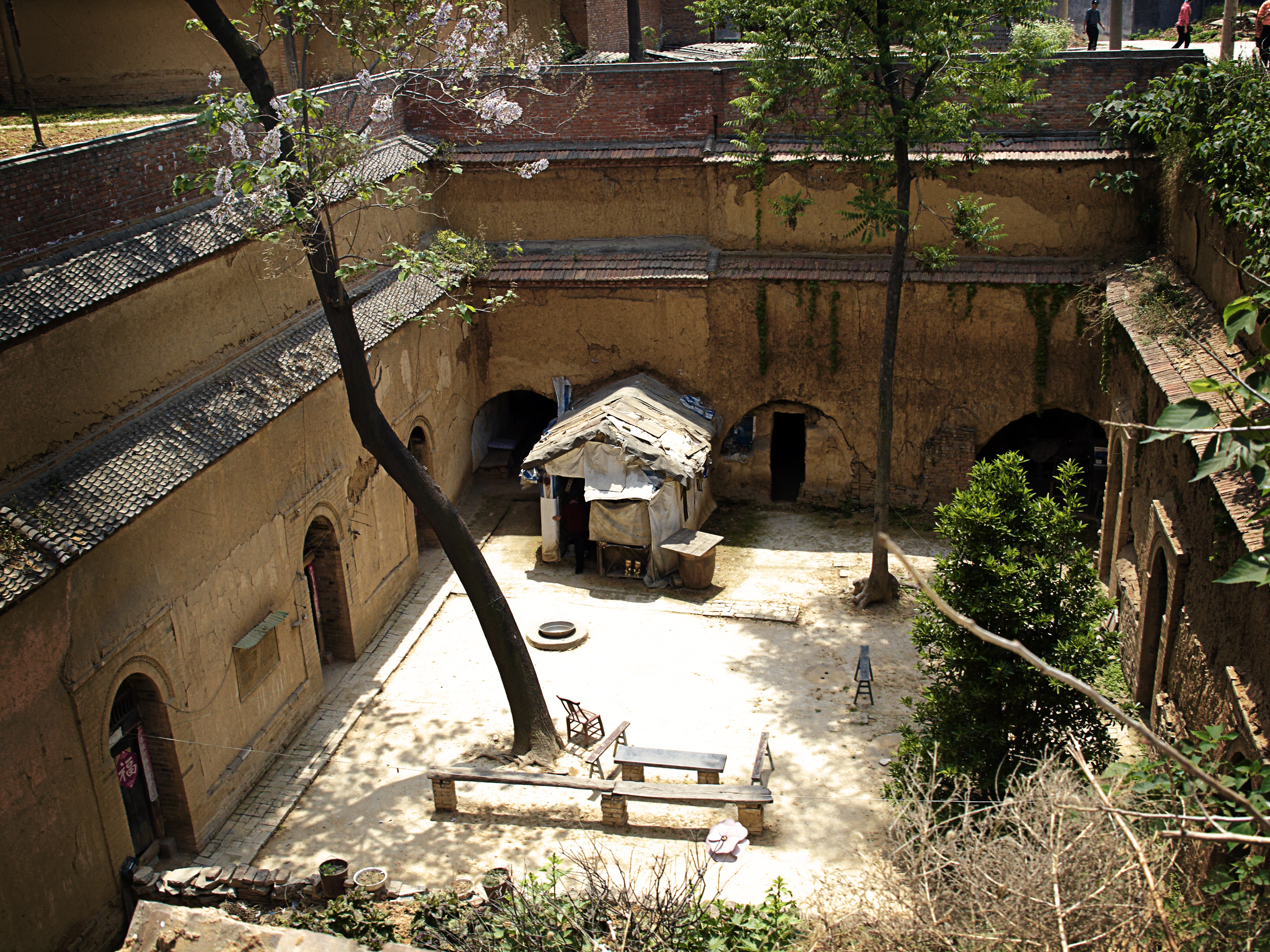
Luoyang, Henan, China
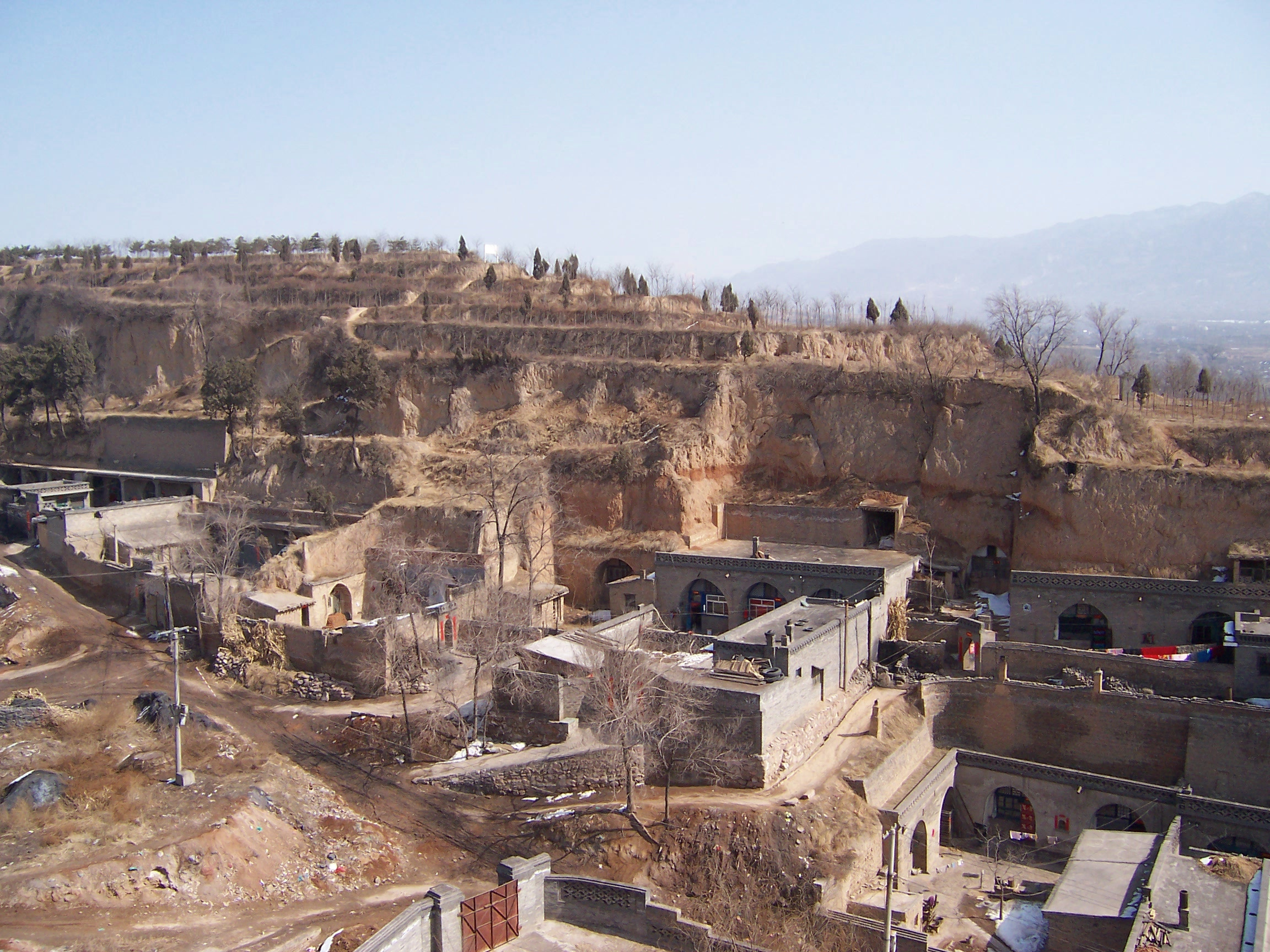
Yaodong, Shanxi, China
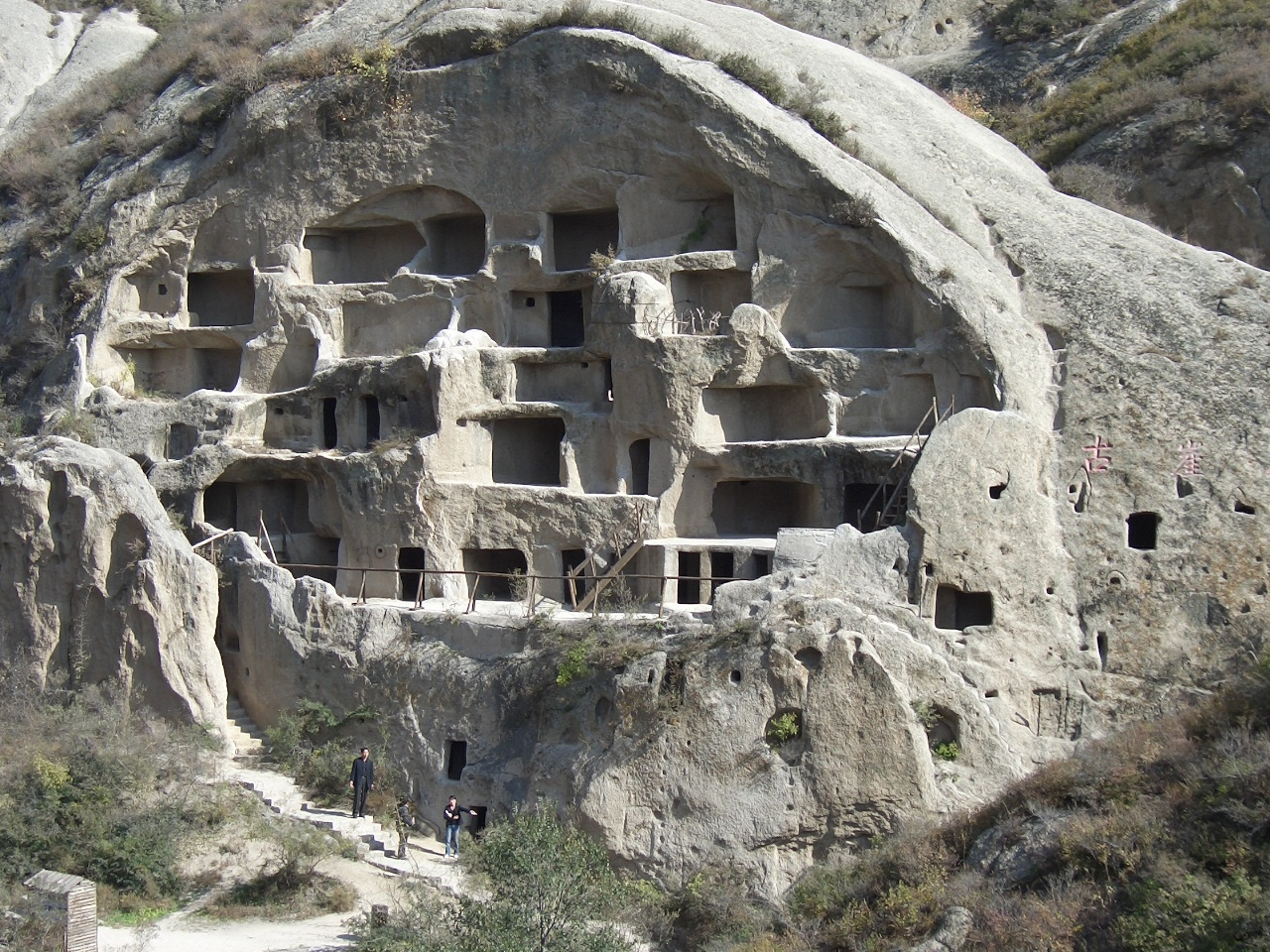
Resto de ocupación troglodítica en Guyaju, distrito de Yanqing
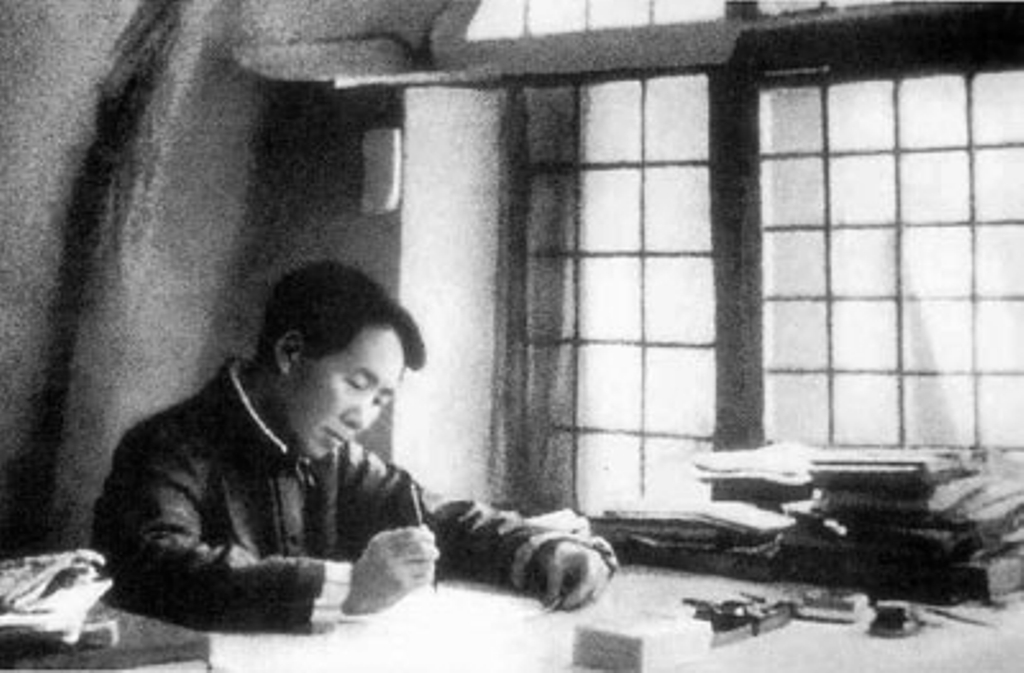
Mao Zedong en un hábitat troglodítico en 1938

### En América
El hábitat troglodítico americano corresponde a los pueblos sedentarios amerindios y la sociedad moderna que desarrolla por razones funcionales más que climáticas un hábitat subterráneo en sentido general.
- Mesa Verde : 4400 sitios clasificados fueron ocupados entre el 450 y el 1300 por los anasazis (ancestros de los indios pueblo) que construían edificios troglodíticos bajo los acantilados del cañón. El parque está clasificado en el patrimonio mundial de la humanidad desde 1978.[37]
- Entre las ciudades subterráneas canadienses, el Montreal subterráneo o ciudad interior,  llamado RÉSO oficialmente desde 2004, cubre 20 km de túneles.
- Atlanta.

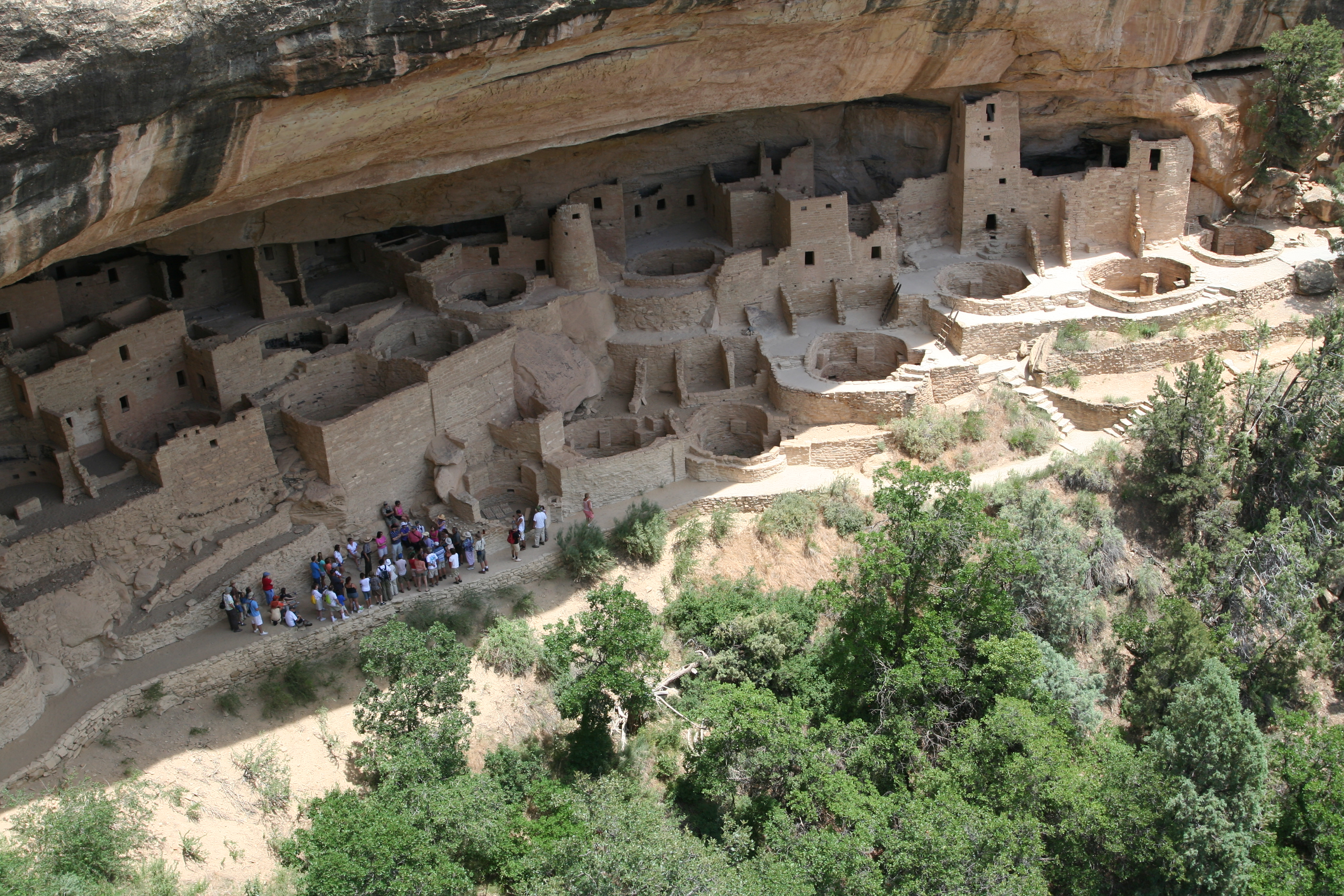
Antiguo pueblo troglodita de Cliff Hotel de lujo, Parque nacional de Mesa Verde, Colorado
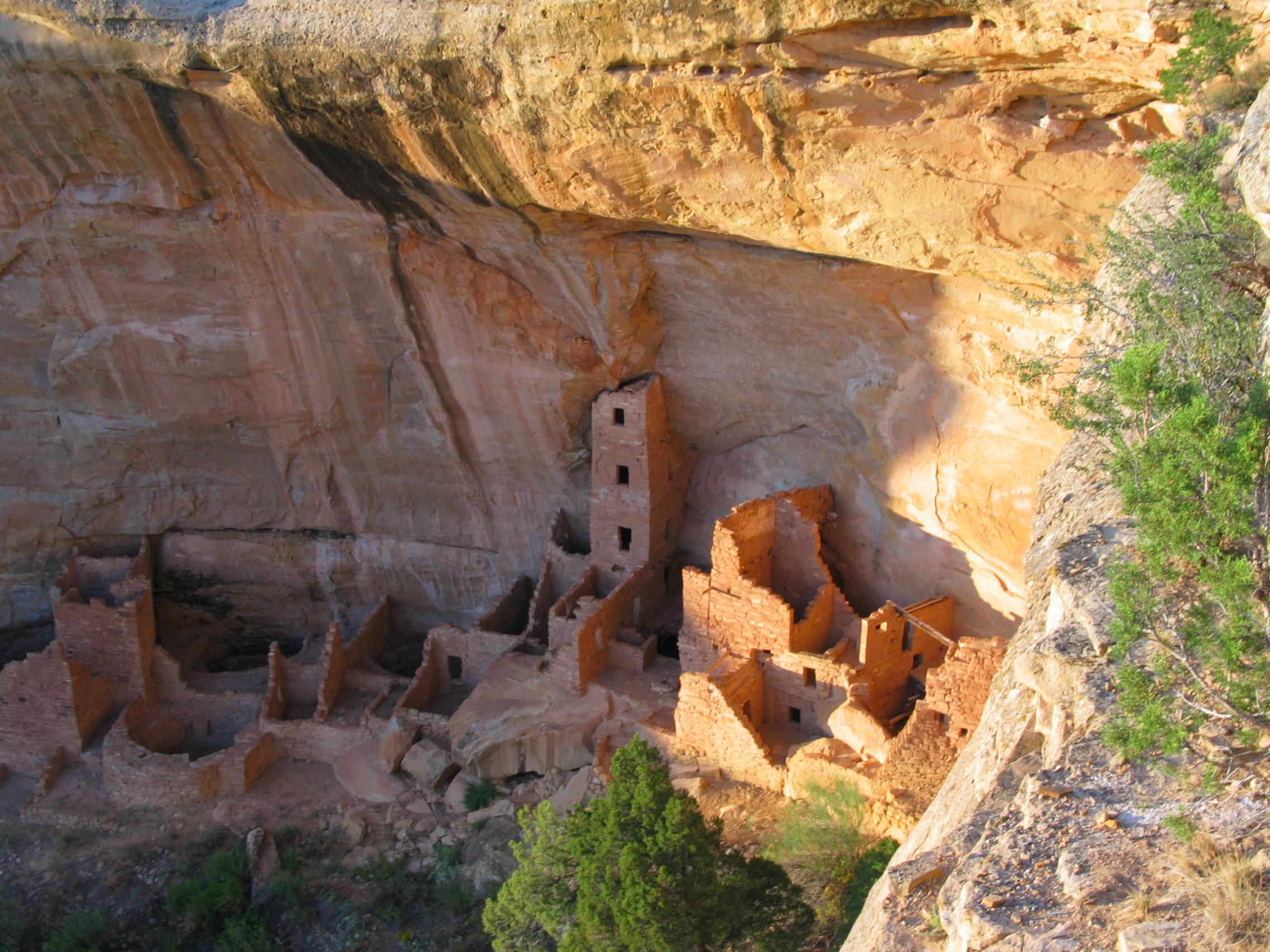
Tower House, Mesa Verde
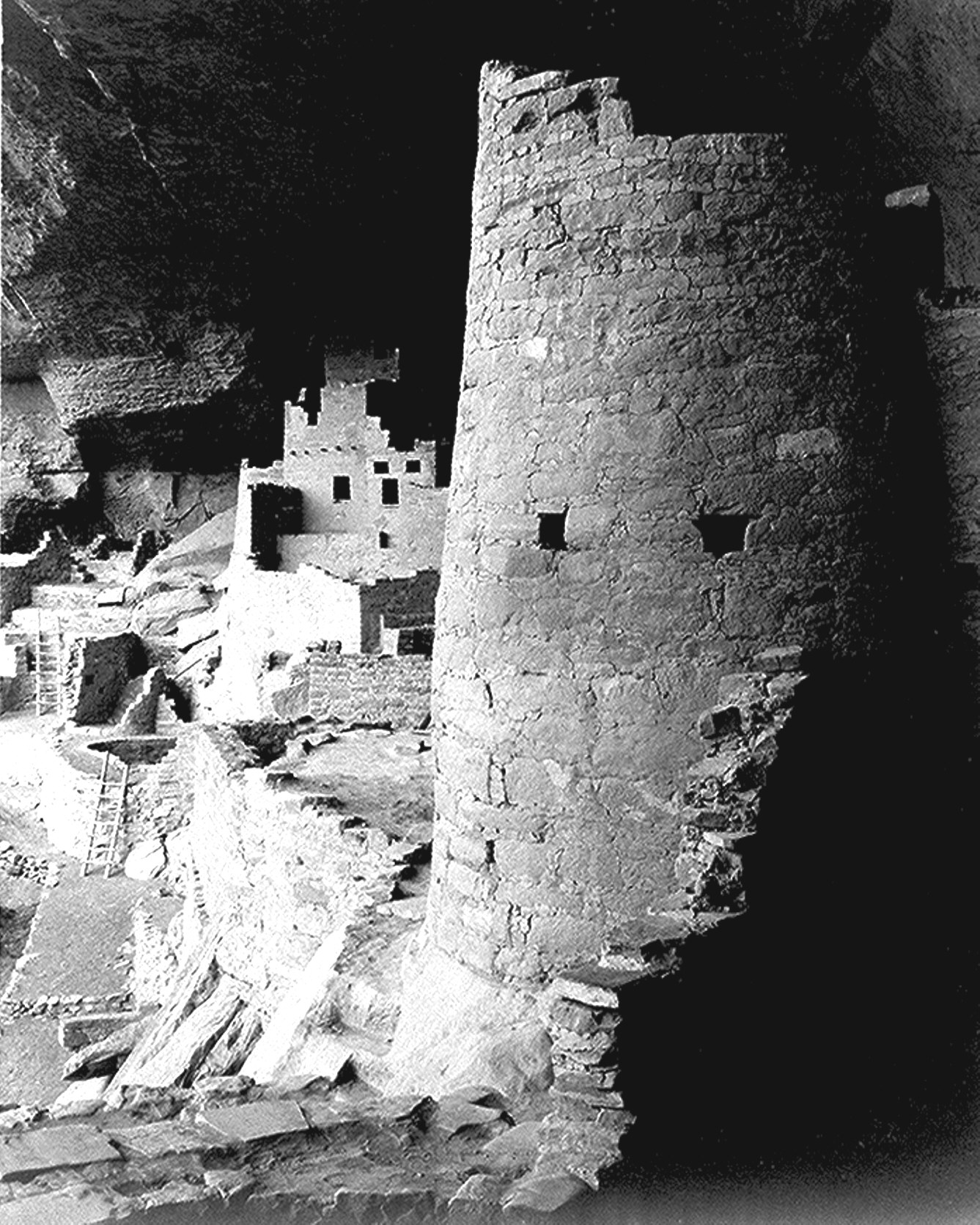
Torre redonda, Cliff Hotel de lujo, Mesa Verde (Foto Ansel Adams, 1941)
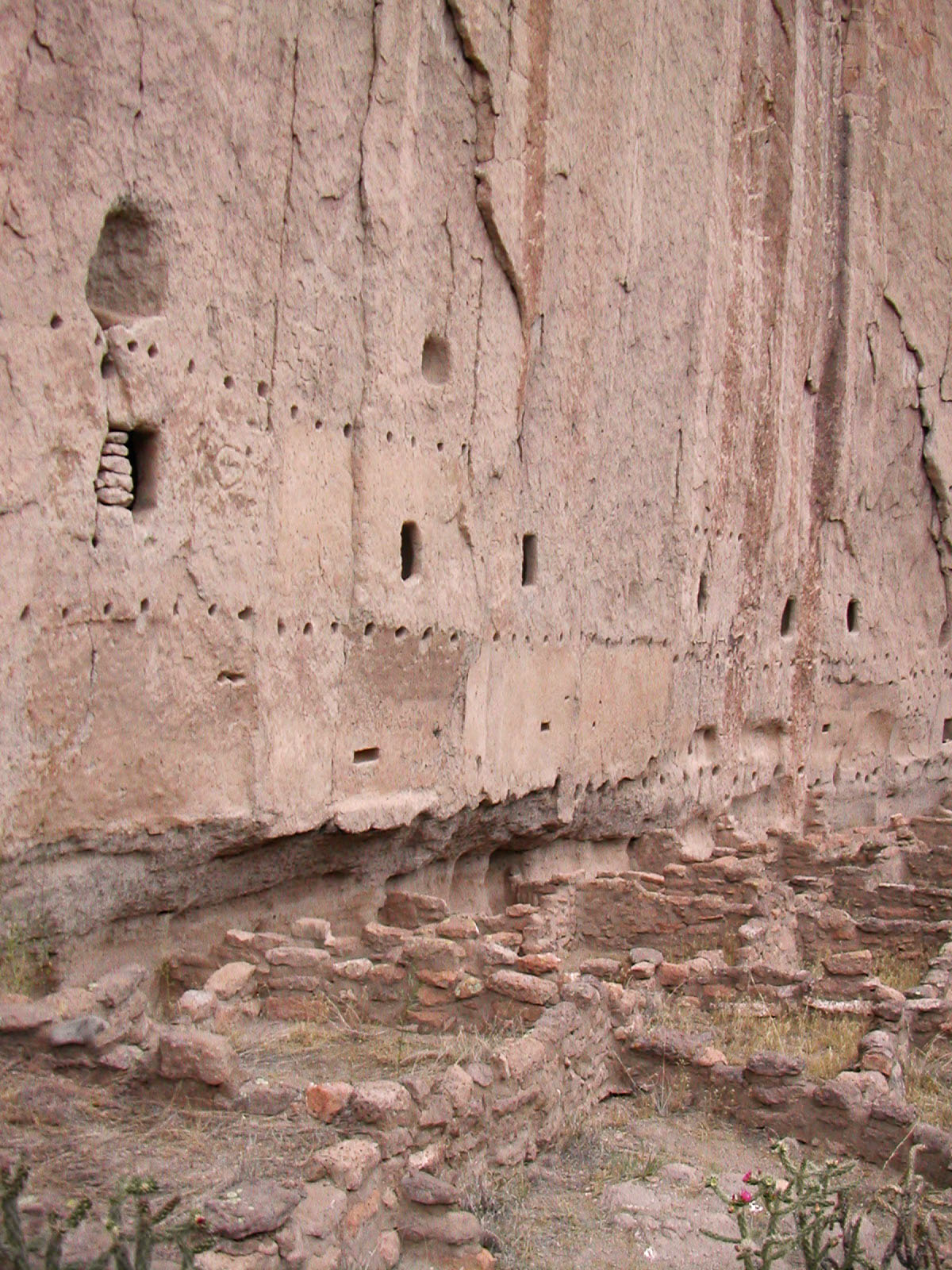
Bandelier Nacional Monumento, Nuevo México
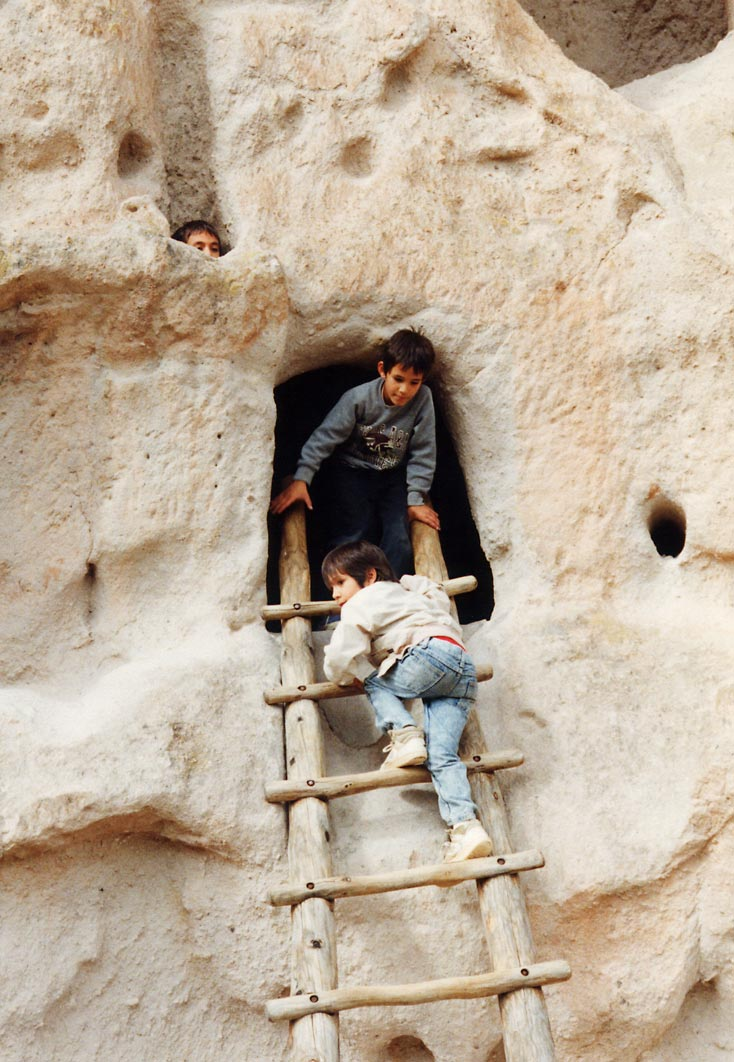
Bandelier nacional monumento, Nuevo México : hábitat anasazi
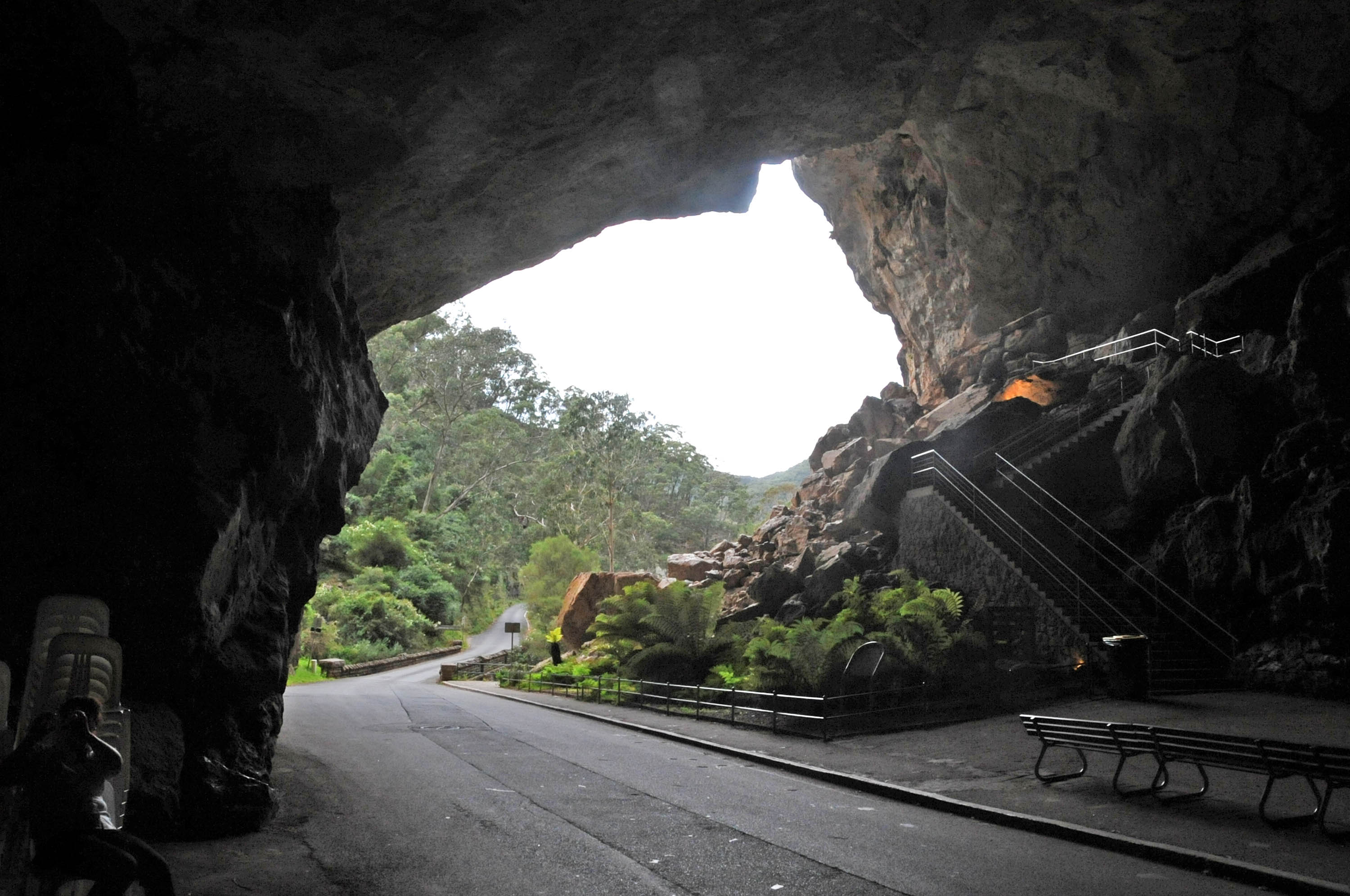
El arco de Jenolan cavas, Nueva-Gales del Sur, es lo una de las numerosas vías de accesos
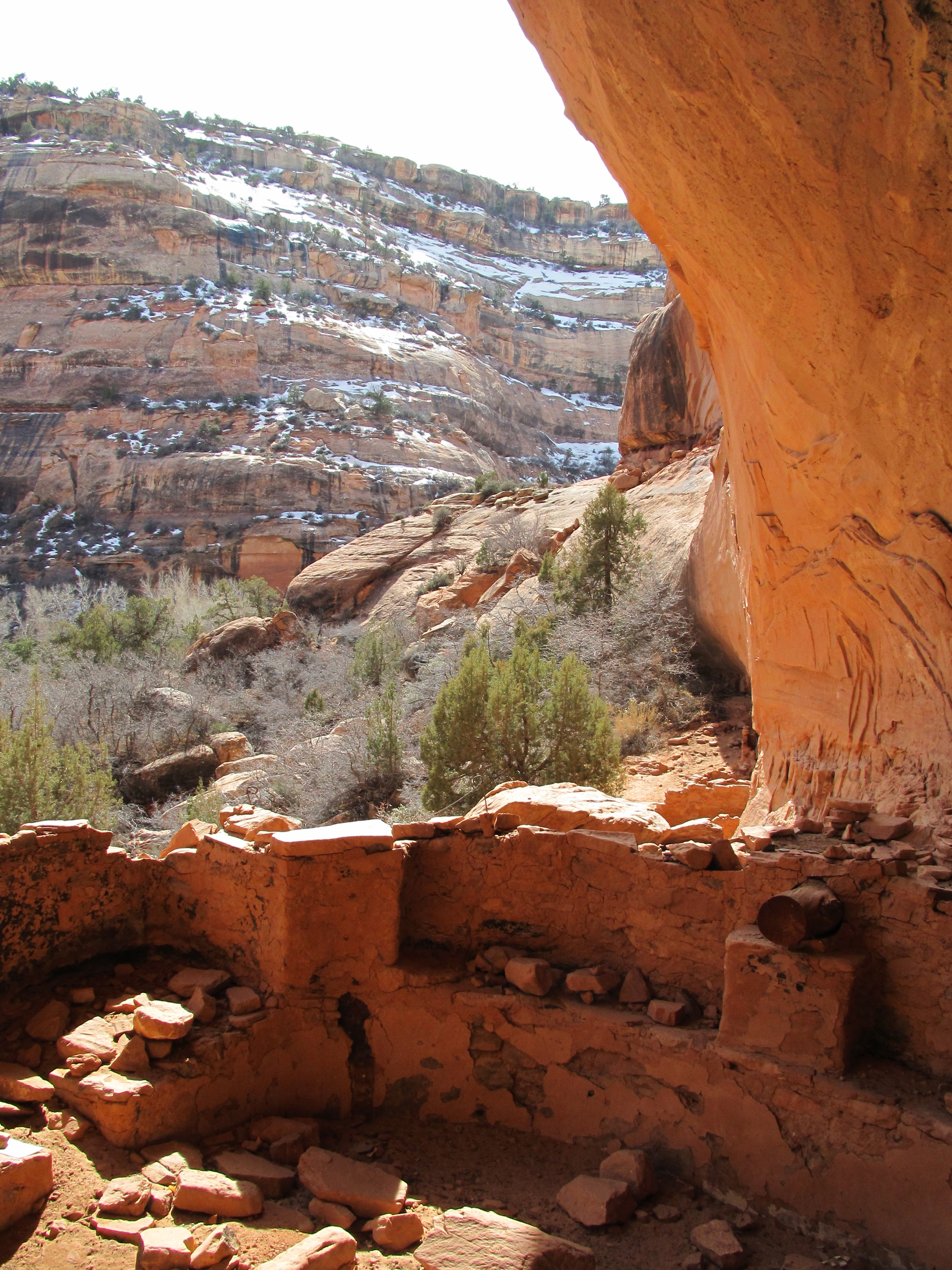
Kiva del Grande Gulch Archeological Distrito, de plano circular y semi-enterrado, utilizado por los Pueblos

### En Oceanía

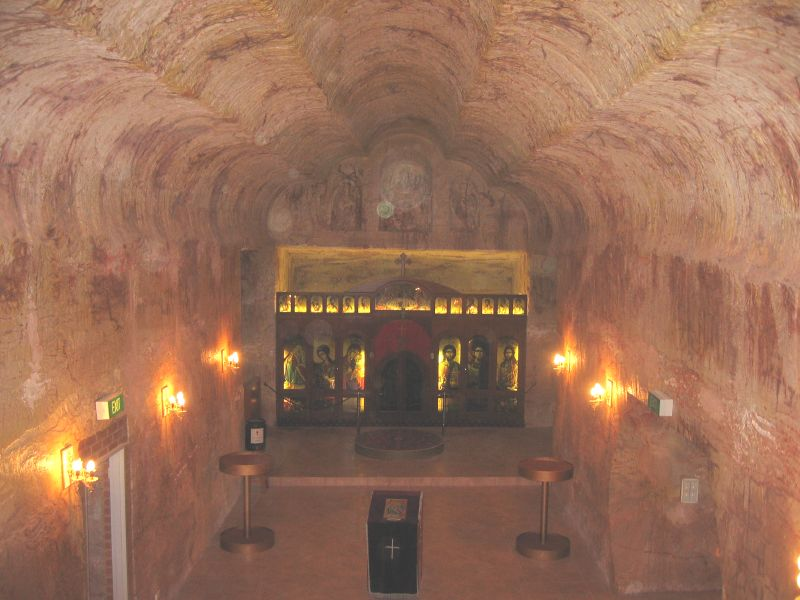
Iglesia serbienne de Coober Pedy, Australia

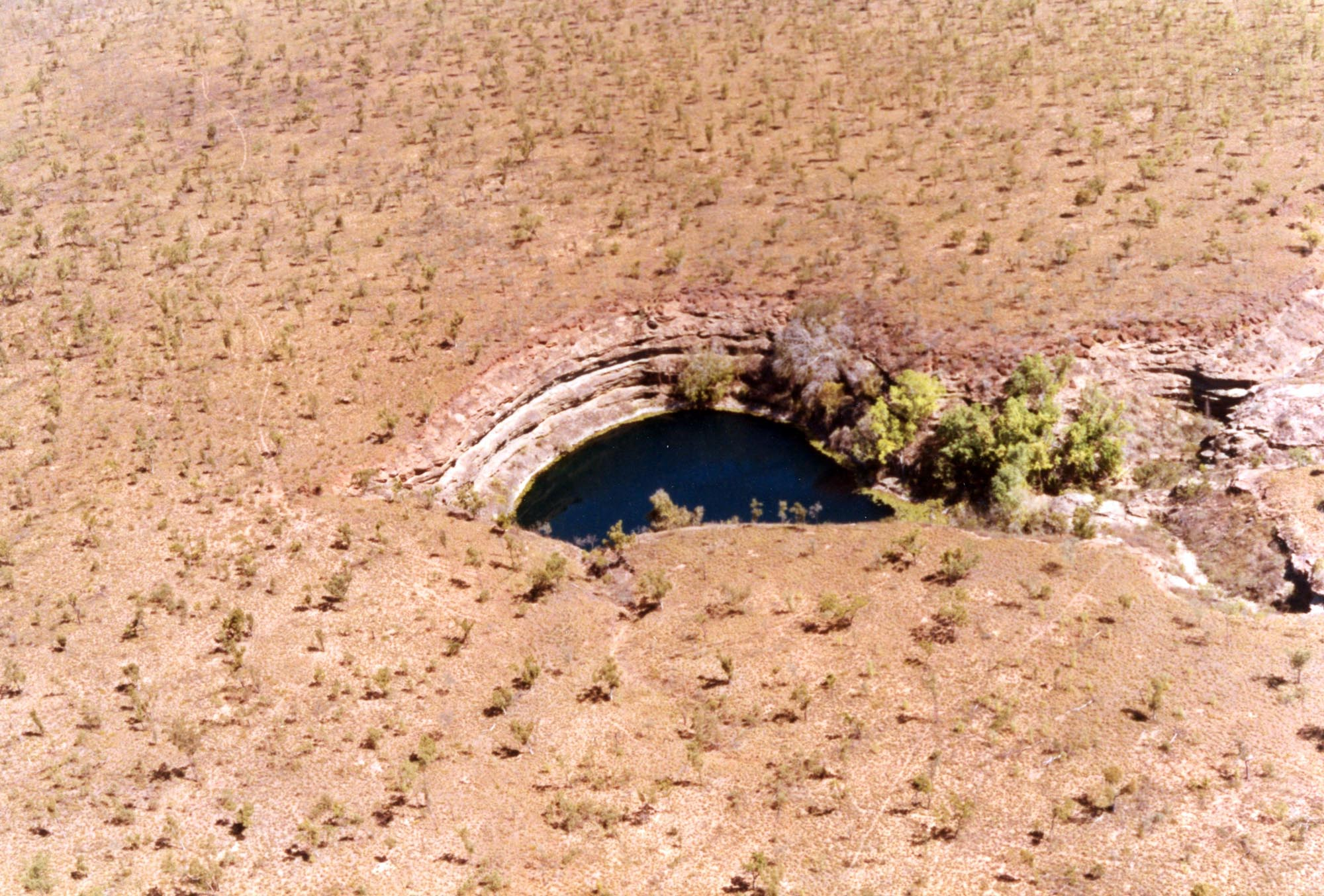
Numby Numby sinkhole, Borroloola, Territorio de Norte, Australia

La utilización de las cavidades naturales, más o menos acondicionadas, es tradicional en el mundo polinesio, ya sea sea como hábitat, o con un uso pastoral o religioso.
- La red de grutas de la isla de Pascua es muy extensa. Las grutas mejor orientadas contra el viento servían de refugios a los primeros ocupantes de la isla y cuando finalmente la población quedó diezmada. La entrada podía estar calafateada con paredes de piedras secas.

La gruta de Ana Kai Tangata (ana significando gruta) presenta rastros del culto del hombre-pájaro ("gruta comer hombre":¿ la gruta donde comían los hombres o bien, la gruta donde se comía hombres ?). Los habitantes de la isla de Pascua labraban perfectamente los materiales volcánicos de Rapa Nui (isla de Pascua). Los clanes organizados en pueblos en torno al ahu coronado por los moaï ocupaban casas de tipo troglodita hechas con piedras planas apiladas y adosadas a la vertiente del volcán, en parte enterradas. 
En una comunicación dirigida a la Sociedad de geografía en 1878, A. Pinart relata : "vimos que los naturales tienen costumbre de buscar un abrigo cuando vienen a estos parajes. Una de estas grutas contenía un esqueleto todavía envuelto de sus esteras y varios cráneos".
- En Rurutu, en las Islas Australes, muchas grutas costeras y de abrigos bajo roca, como en otros lugares de Polinesia, fueron ocupadas por hombres y animales. El material arqueológico atestigua allí una ocupación humana.[39]

En Australia, antes la instalación de la ciudad minera de Coober Pedy en el desierto central, las grutas fueron utilizadas por los pueblos originarios, después por los bushrangers (fuera de la ley) y finalmente asignadas al turismo.
- Abercrombie Cavas (Burragylong Caverns o Abercrombie Karst Conservación Reserve, Nueva-Gales del Sur) sin duda varias bandas de bushrangers las ocuparon al principio del siglo XX durante la colonización del territorio australiano. Las grutas fueron descubiertas oficialmente en 1842-43 como Koh-i-noor, Bushranger, Long Tunnel, Cathedral caves y el Hall of Terpsichore (The Dance Hall). Cuando se encontró oro en la región en 1854, una comunidad de mineros se instaló en las proximidades y visitaron las cavernas. Desde el siglo XIX se han producido allí vandalismos y pintadas de grafitis.
- Jenolan Cavas (Fish Remachar Cavas) en las Blue mountains (Nueva Gales del Sur) fue Binomil o Bin-oo-muro en el Tiempo del Sueño de los Gundungurra que atribuían virtudes curativas a las aguas de estas grutas. Fueron sin duda ocupadas por las bushrangers hacia 1840. En 1866, constituyeron una reserva patrimonial bajo la égida del gobierno de Nueva Gales; reciben unos 250 000 visitantes cada año.

### En Europa

#### Europa de Norte

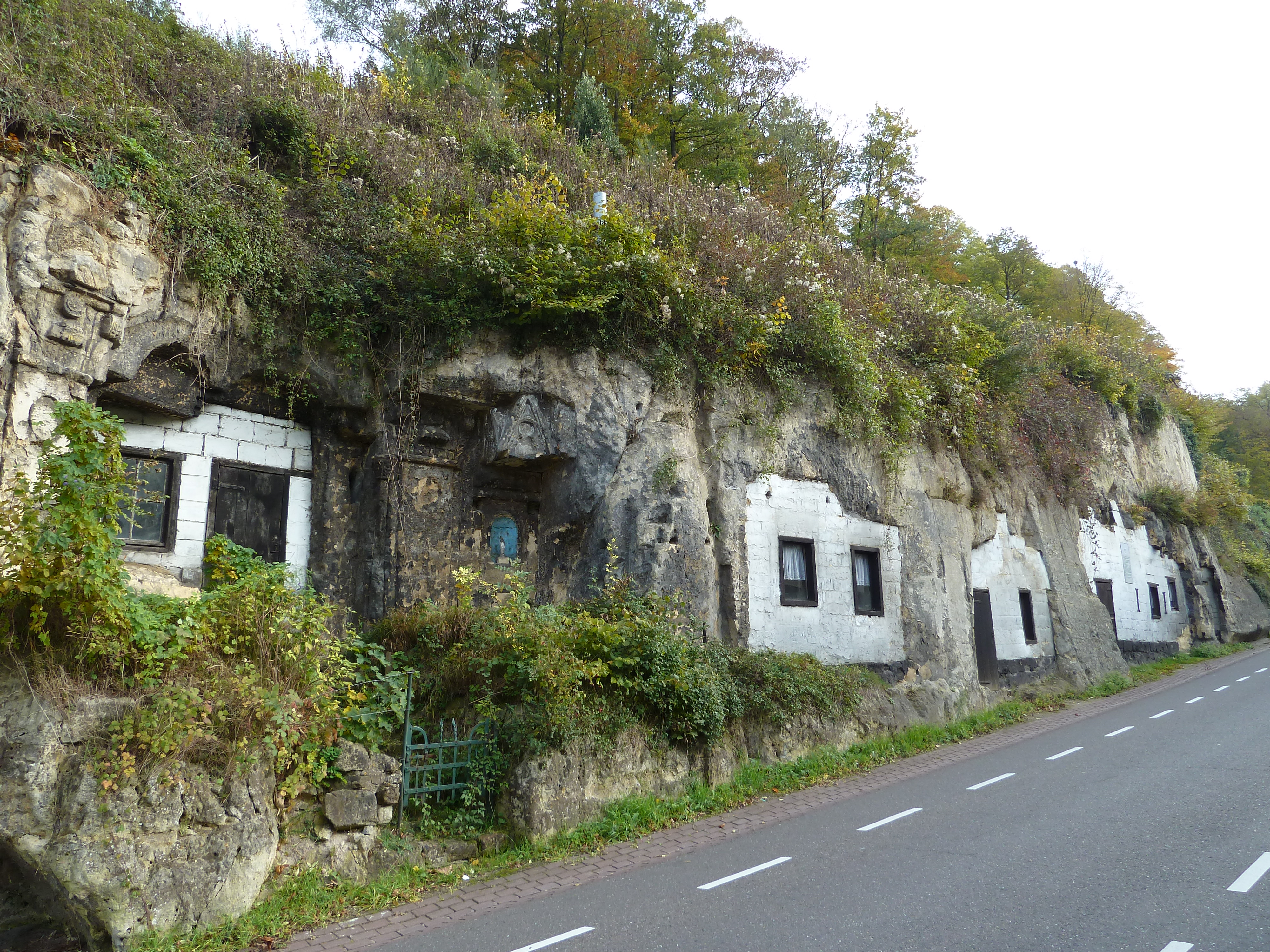
Geulhem, Limbourg, Países Bajos

- En los Países Bajos, el municipio de Fauquemont sur Gueule posee varios hábitats troglodíticos en las antiguas canteras de mármol, sobre todo a Geulhem.

#### La Europa central
- El castillo de Predjama, Eslovenia : la fortaleza medieval del rebelde Erasmo es en parte troglodita.
- Crimea tiene un conjunto troglodítico rico y valorizado desde el punto de vista turístico: tumbas, monasterios e iglesias, etc., protegidas por fortificaciones, estas ciudades conocieron su apogeo en la Mediana Edad, y fueron el centro cultural de godos y de alanos, de judíos karaïques, de Chasares convertidos desde el siglo IX al judaísmo, de frailes bizantinos, etc.[40]

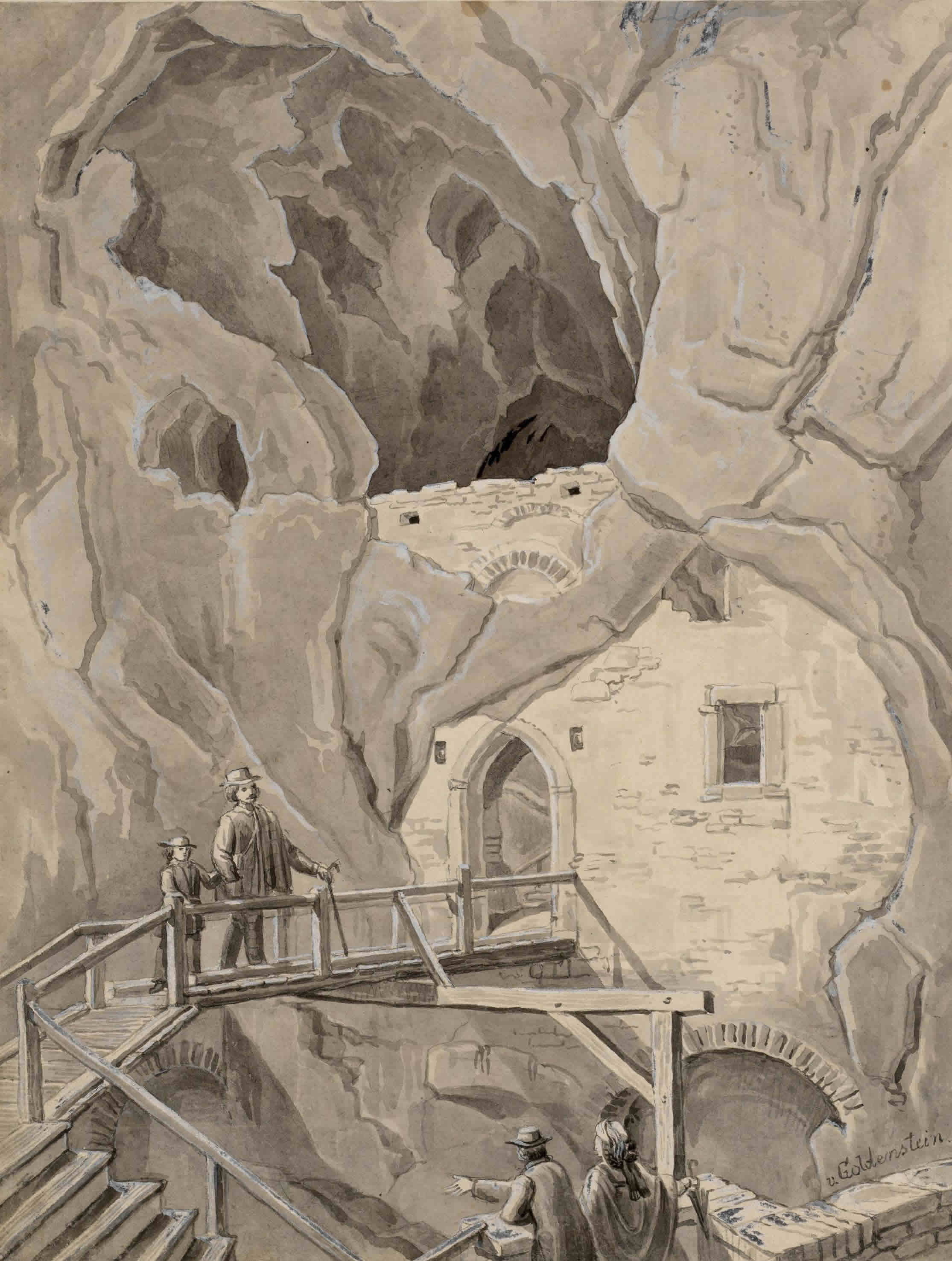
Gruta del castillo de Predjama, tinta china de Franz Kurz zum Thurn & Goldenstein, 1850
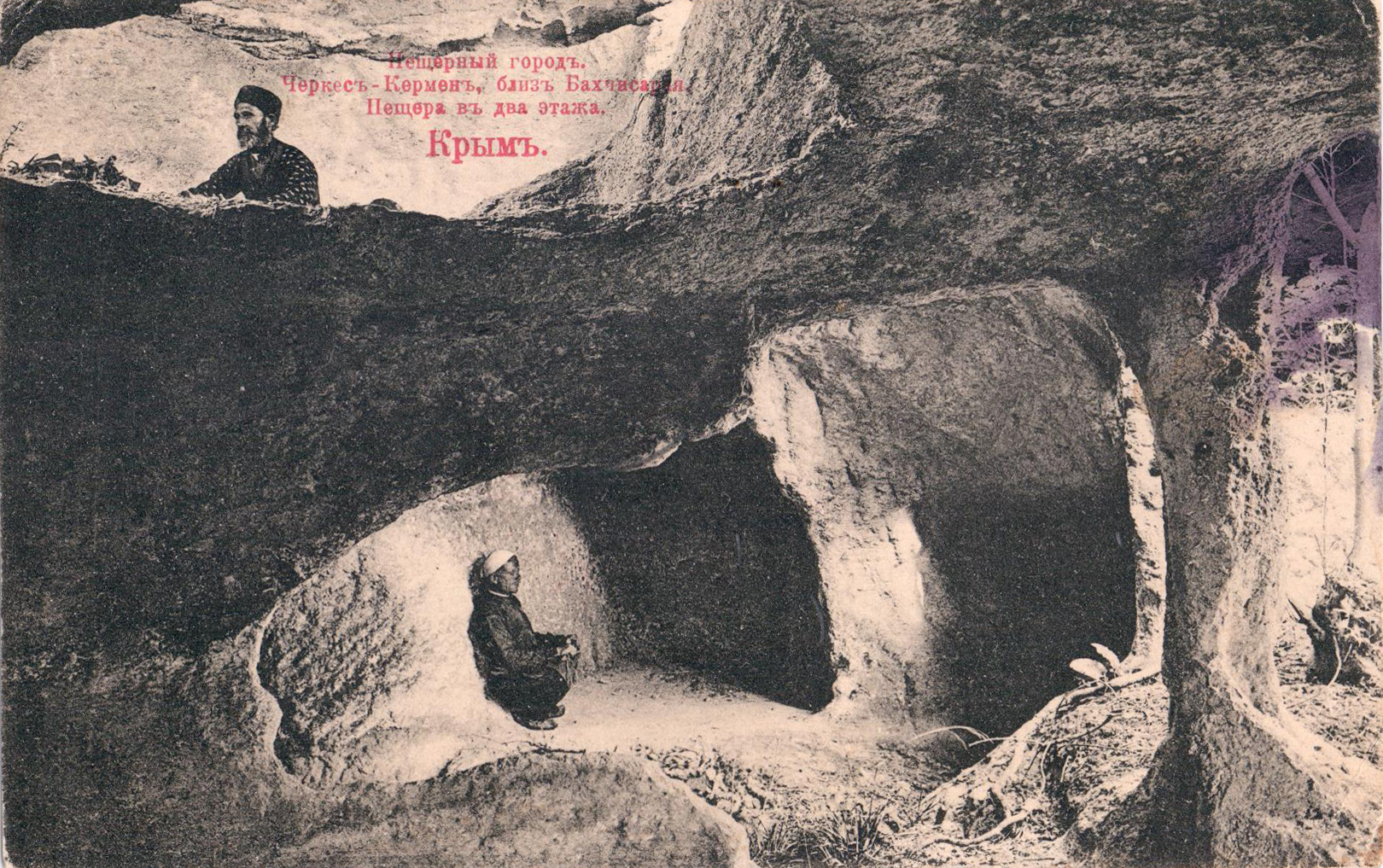
Dos cuevas en Cherkes-Kermen (Crimea)  hacia 1910
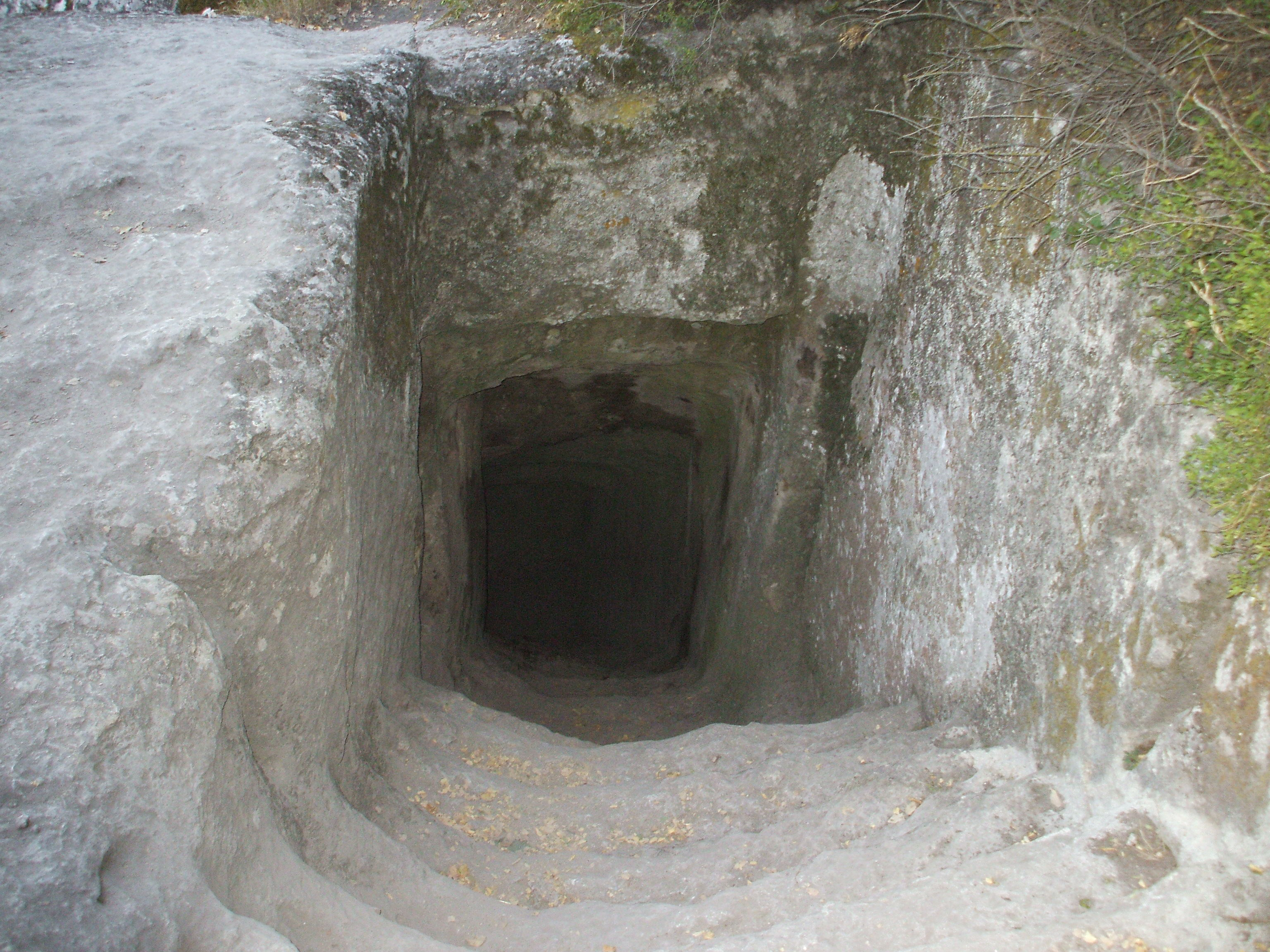
Eski-Kermen, Crimea
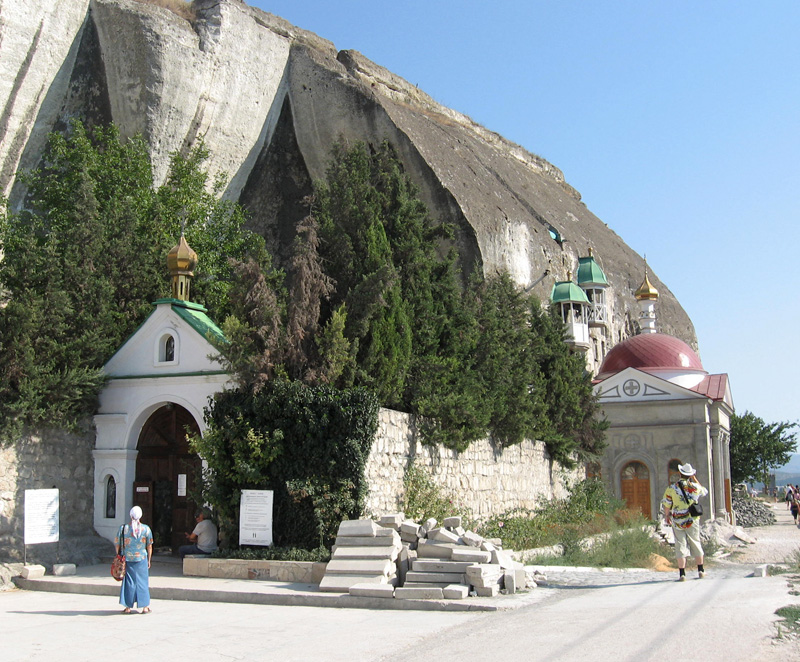
Monasterio troglodítico de San Clemente en Inkerman, Crimea

#### La Europa mediterránea

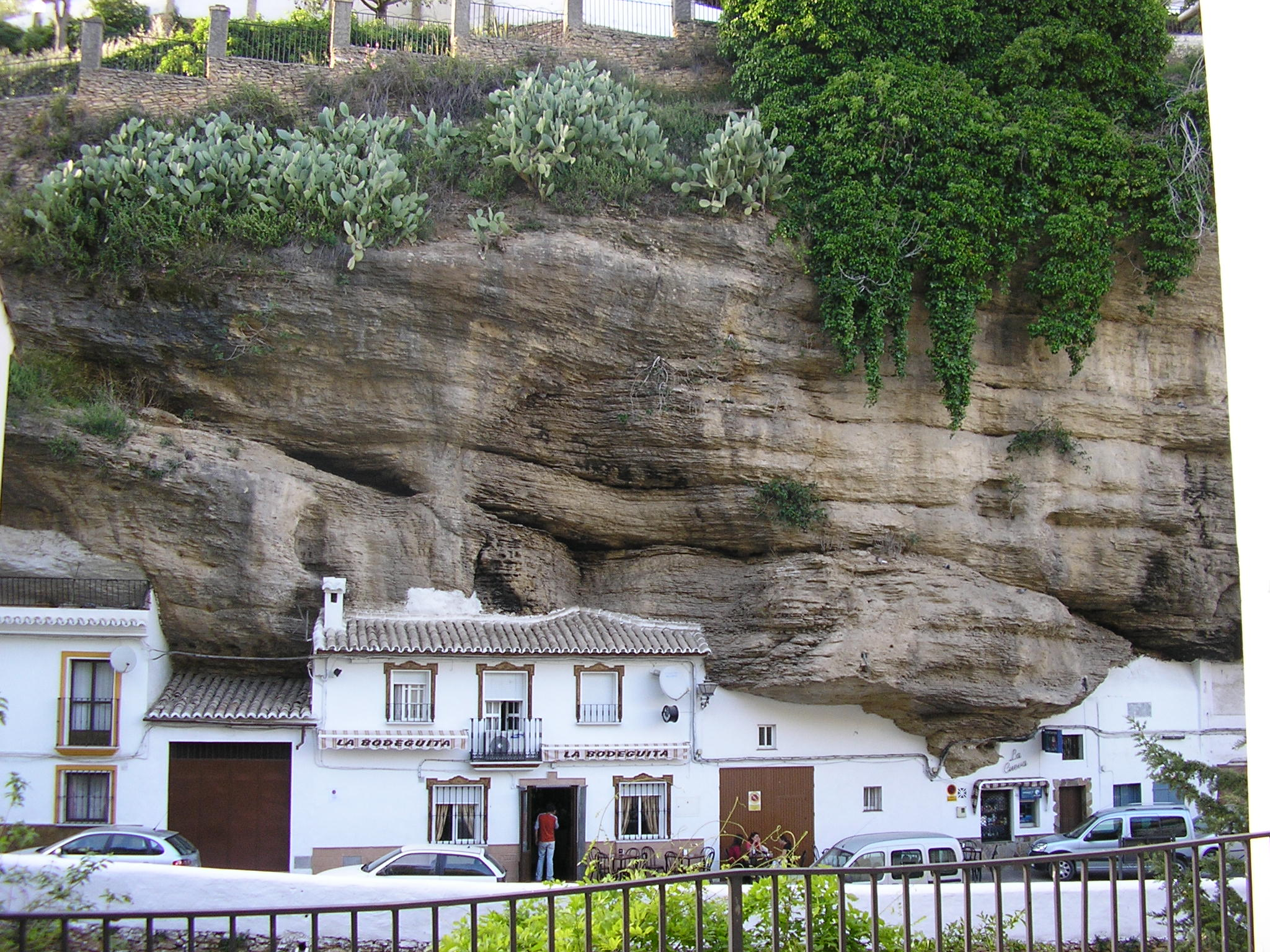
Casas troglodíticas en Setenil de las Bodegas, España
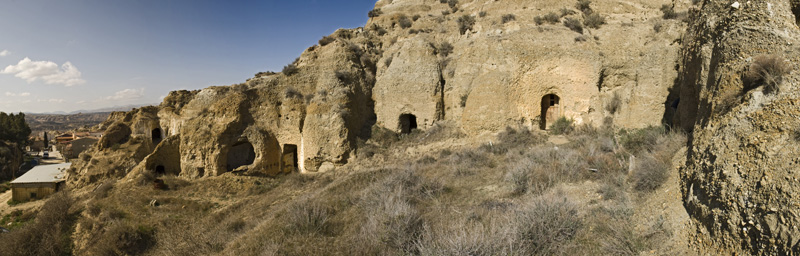
Casas troglodíticas en Purullena, España
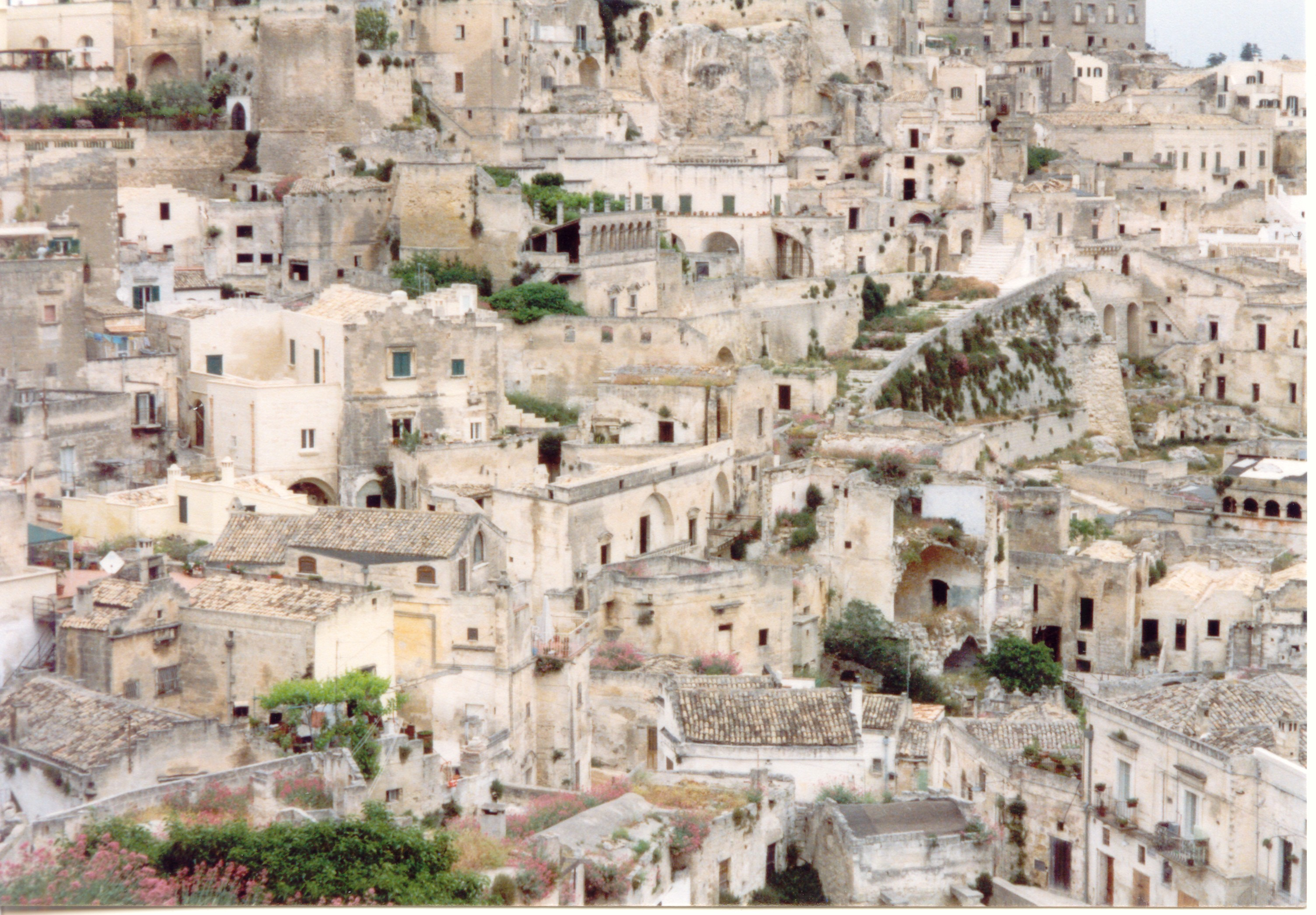
Pueblo troglodítico de Matera, Italia

- Andalucía (España) conserva habitaciones troglodíticas.
- En Italia, la ciudad de Matera es célebre para sus hábitats troglodíticos (Sassi di Matera), en  la lista del patrimonio mundial de la Unesco.[19]
- La isla volcánica de Santorin (Grecia) dispone de un hábitat troglodita antiguo.

#### Francia
En Francia, el hábitat troglodítico está particularmente bien representado y en Dordoña por ejemplo ha estado siempre ocupado desde la prehistoria o más particularmente durante diversas épocas en Anjou, en Touraine y en Saumurois, en el valle de roca (creta) del río Sena.
Los sitios pueden ser antiguos o muy recientes, sencillos o elaborados como en Aubeterre-sobre-Dronne, uno de los más bellos pueblos de Francia en Charente o puntuales como en Provenza  Bollène (Vaucluse) o en los Baux-de-Provenza.

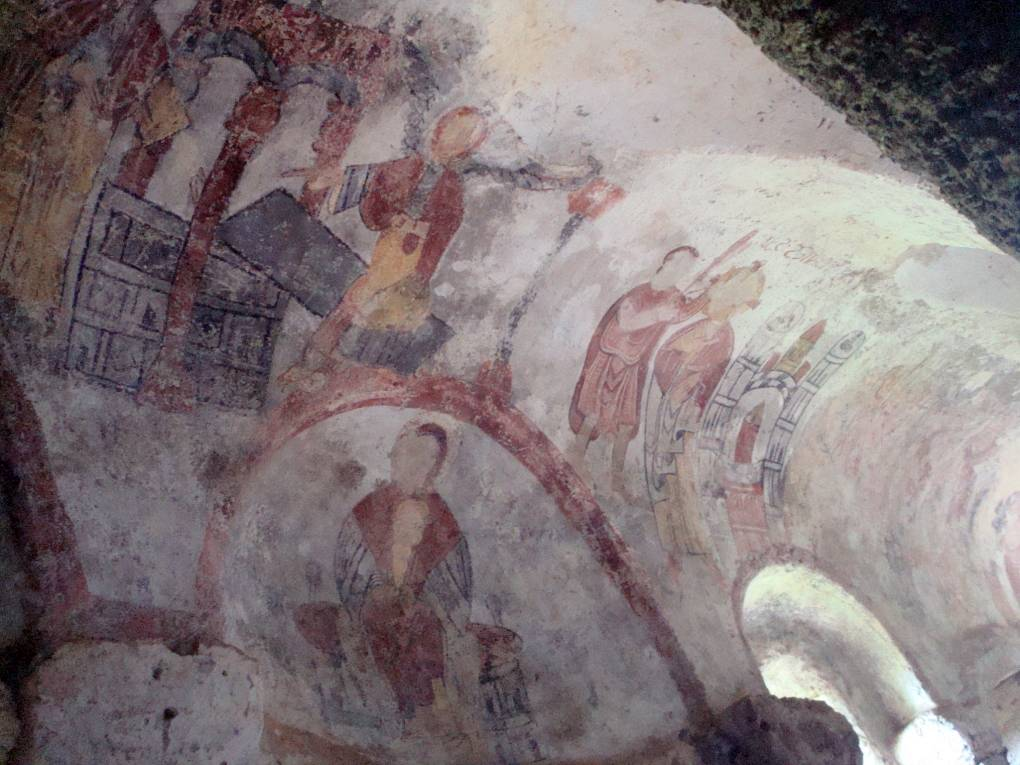
Grutas de Jonas : frescos de la capilla excavados en un material volcánico, ocupación de las celtas en el siglo XII, Puy-de-Dôme
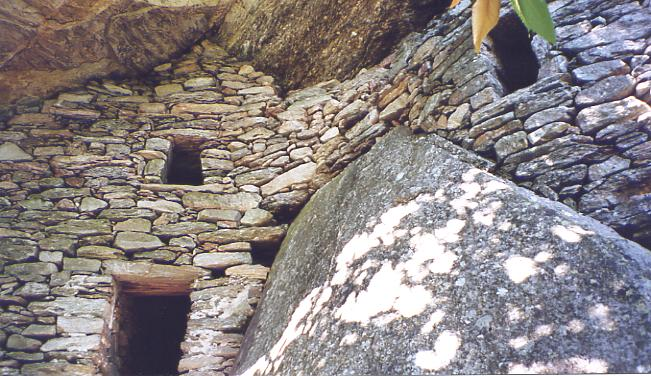
Abrigo de carboneros, Hérault
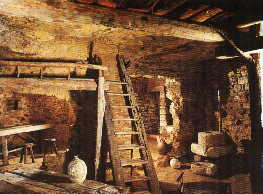
Habitaciones troglodíticos de Belvès en Périgord Negro
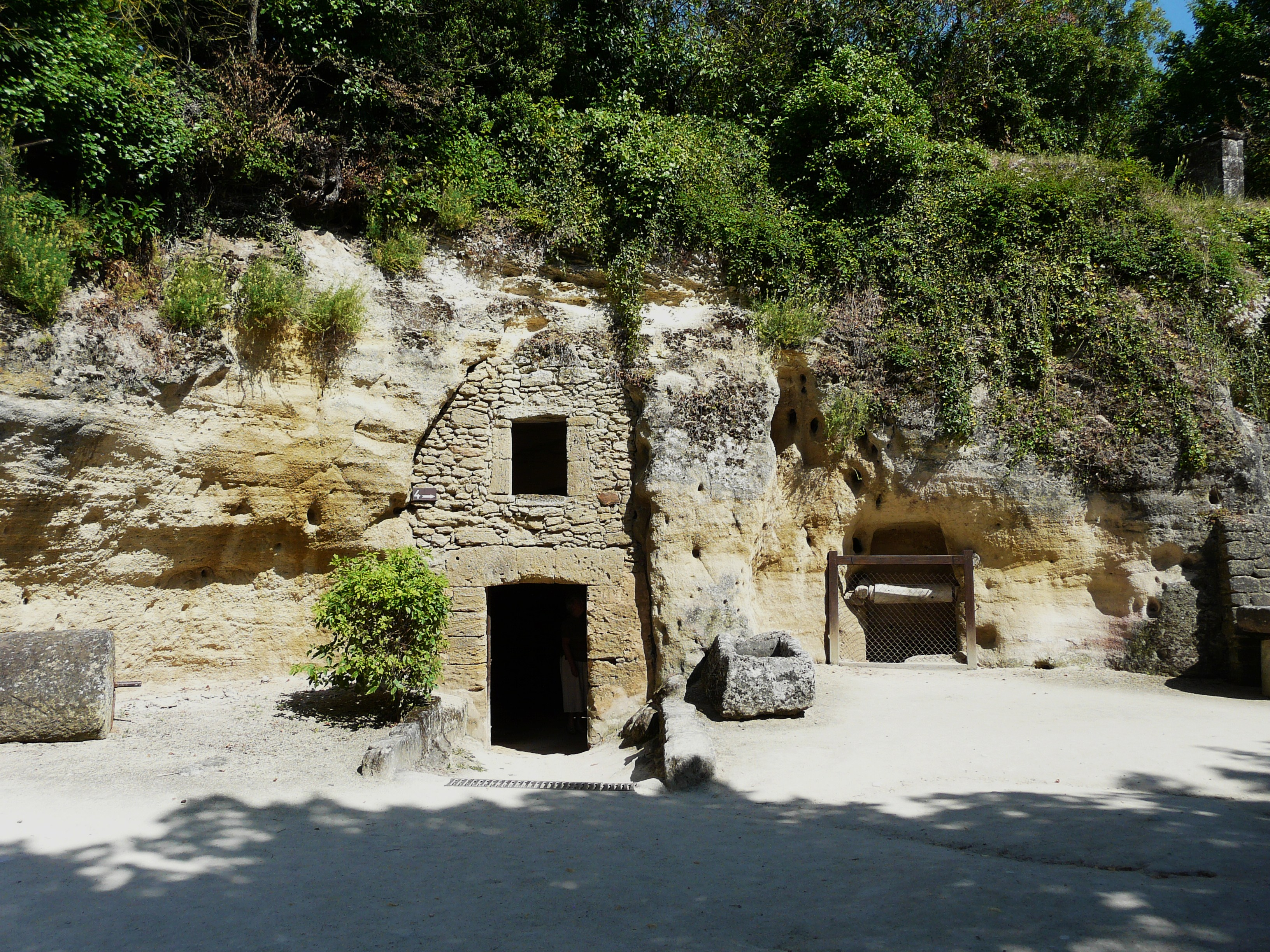
Establo troglodítico en Louresse-Rochemenier
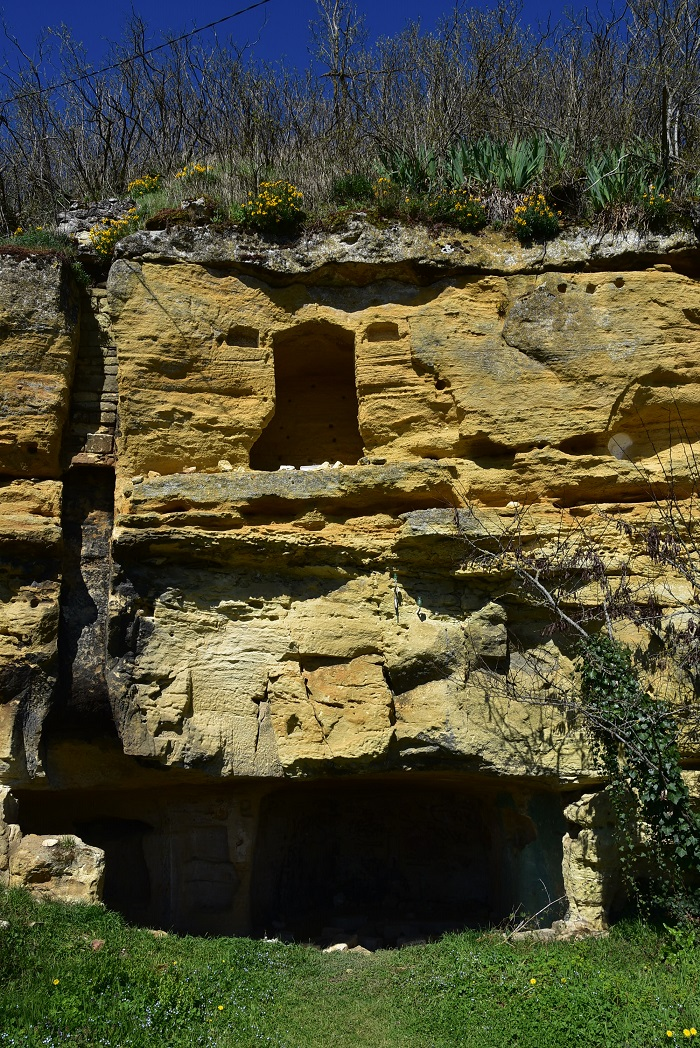
Cuevas de toba en Chinon

## Leyendas y literatura
- La ciudad subterránea de Julio Verne.
- Los agujeros hobbits del Condado de las historias de J.R.R Tolkien
- Película Underground de Emir Kusturica (adaptación de la obra Proleće u januaru - La Primavera en enero - de Dušan Kovačević).

### Videografía
- Roba Forestiera, 2004 - Matera y sus hábitats troglodíticos, Documental de 44 minutos
- Elodie Brosseau, en colaboración con Caroline Bodolec, 2012 - Yaodong, pequeño tratado de construcción, Documental de 89 minutos, EHESS